# Français québécois
Ne pas confondre avec le français canadien, terme général qui regroupe les diverses variétés du français parlées au Canada.
Le français québécois, aussi connu sous le nom de français laurentien, est une des deux variétés de la langue française qui sont les plus répandues au Canada, l'autre étant le français acadien. On entend essentiellement le français laurentien au Québec, mais aussi, de manière très minoritaire, en Ontario et au Nouveau-Brunswick, ainsi qu'à travers la diaspora québécoise, répartie ailleurs au Canada, en Nouvelle-Angleterre et en Floride.
À l'écrit formel, le français québécois est syntaxiquement presque identique au français normalisé et ne s'en distingue que marginalement sur le plan lexical. Néanmoins, à l'oral et à l'écrit informel, il comporte certains écarts syntaxiques, phonétiques et lexicaux prononcés par rapport au français considéré standard.
L'Office québécois de la langue française travaille au développement de la langue française et appuie certaines particularités qui peuvent diverger parfois de l'usage hors-Québec, mais sans écarter ce dernier.

## Histoire

### Genèse linguistique

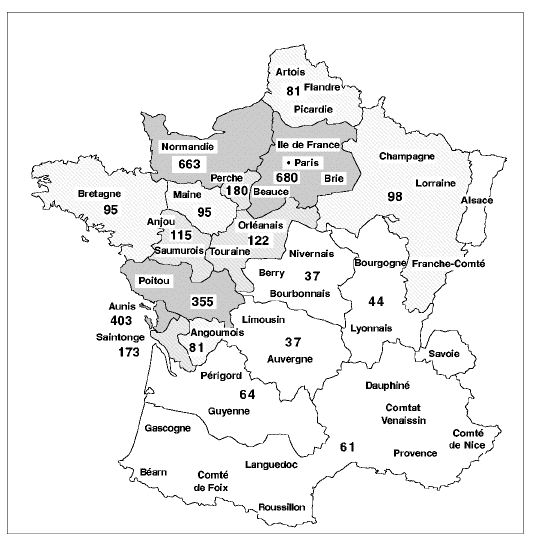
Distribution des habitants de Nouvelle-France par province d'origine (d'après Charbonneau & Guillemette 1994:169)

Les habitants de la Nouvelle-France (1604–1763) parlent un français « identique à celui de Paris », et ce, même si la plupart des colons viennent de différentes régions (essentiellement de l'ouest et du nord-ouest de la France). Il apparaît en effet que la diversité des langues régionales s'est rapidement uniformisée autour de la koinè urbaine, phénomène favorisé par le fait que 71,5 % des colons ont une origine urbaine ou semi-urbaine. Cette uniformisation autour de l'usage parisien est également renforcée par l'arrivée des filles du Roi, immigrantes recrutées pour épouser les colons dans une perspective de peuplement (1663–1673). Il s'agit essentiellement d'un français populaire qui comporte ses différences par rapport à celui de la Cour, sans en être très éloigné,. L'hypothèse selon laquelle on n'aurait jamais parlé les langues régionales en Nouvelle-France est proposée par Mougeon et Béniak en 1994 alors que la théorie du choc des patois provient de Barbaud (1984).
Il reste que 28,5 % des premiers colons sont d'origine rurale, ce qui favorisera la diffusion de mots fréquents dans diverses langues du Centre et de l'Ouest (par ex. : garnotte au sens de « petite pierre »).
Ainsi, bien qu'il ait indéniablement conservé des éléments issus des langues d’oïl régionales comme le normand, le poitevin, le gallo ou encore le saintongeais, le français québécois tient essentiellement son origine de la langue parisienne du XVIIIe siècle. Toutefois, il serait faux de prétendre que le français québécois actuel est une forme parfaitement préservée de la langue de l'Ancien Régime. Le français du Québec, comme celui de France, a évolué et trouvé ses inflexions propres en fonction de ses réalités spécifiques et, notamment, de son interaction avec la langue anglaise. L'évolution du français québécois à partir de la langue parisienne d'autrefois (avant la nouvelle norme française datant de la Révolution) connaît ses premières impulsions sous l'action de Thomas Maguire dans les années 1840, s'intensifie avec les nouveaux moyens de communication du milieu du XXe siècle et s'accélère avec l'instruction élargie et l'émancipation sociale et intellectuelle des Québécois de la Révolution tranquille.

### Influence anglophone
Enclavé dans un environnement anglophone, le français québécois a toujours été une langue sous influence théoriquement menacée d’extinction. Cependant, les pressions et les revendications des francophones, dans les années 1960, ont amené le gouvernement fédéral du Canada à adopter des politiques de bilinguisme pour l'administration publique et les services de l’État ainsi que pour l’étiquetage et l’emballage. Quant au gouvernement du Québec, il se donne en 1977 une Charte de la langue française (souvent appelée « Loi 101 ») qui déclare le français seule langue officielle du Québec, au travail, dans l’affichage commercial et dans l’éducation des immigrants.

## Norme et politique linguistique

### Norme
Deux lignes de force traversent les discours et les attitudes concernant la norme du français québécois. La première, dite « exogéniste », cherche essentiellement à aligner le français du Québec sur le français de France ou d'Europe, ce qui implique le rejet des régionalismes. La seconde, dite « endogéniste », prône l'utilisation et le développement d'un français spécifique au Québec qui est fondé sur l'usage historique et actuel et sur les réalités québécoises. Ces deux pôles sont rarement purs puisqu'il est concrètement impossible de pratiquer au Québec un français en tous points semblable au français de France, et qu'il est nécessaire de préserver des points communs avec le reste de la francophonie au moins pour favoriser la communication.
Ces antagonismes portent principalement sur le lexique et sur la prononciation,,. La syntaxe et la grammaire du français québécois écrit ne diffèrent pas vraiment de celles du reste de la francophonie.
Sur le plan lexical, le problème que pose la position endogéniste n'est pas tant la néologie québécoise (ex. : création de mots comme cégep ou courriel) que les usages québécois considérés comme non standards, soit en raison de l'influence de l'anglais (anglicismes), soit en raison de la présence d'archaïsmes. En fait, la question est de savoir si les nombreux anglicismes dont est imprégnée la langue québécoise constituent une évolution naturelle et légitime de cette dernière, ou s'ils sont des éléments exogènes à proscrire parce que contraires à une certaine conception de la qualité de la langue. La dichotomie entre la langue écrite et la langue parlée est beaucoup plus prononcée au Québec qu'en Europe, et elle pose aussi le problème de savoir dans quelle mesure la langue écrite peut ou non reproduire des usages de la langue parlée.
De nombreux anglicismes courants dans la langue courante comme dans la langue juridique, administrative et technique sont disparus de l'usage dans les années 1960 et 1970 sous l'influence d'une volonté collective de correction et notamment grâce aux travaux linguistiques et promotionnels de l'Office de la langue française.
Paradoxalement, la position exogéniste préconise jusqu'à l'utilisation des emprunts à l'anglais courants en France et traditionnellement non utilisés au Québec, comme le mot week-end pour fin de semaine (et de fait, le mot week-end connaît une diffusion accrue depuis les années 1980, sans le supplanter toutefois).
Accusés de vouloir s'aligner sur la France, les exogénistes se retranchent souvent derrière la notion de « français international », norme théorique censée pouvoir être comprise par les francophones du monde entier.

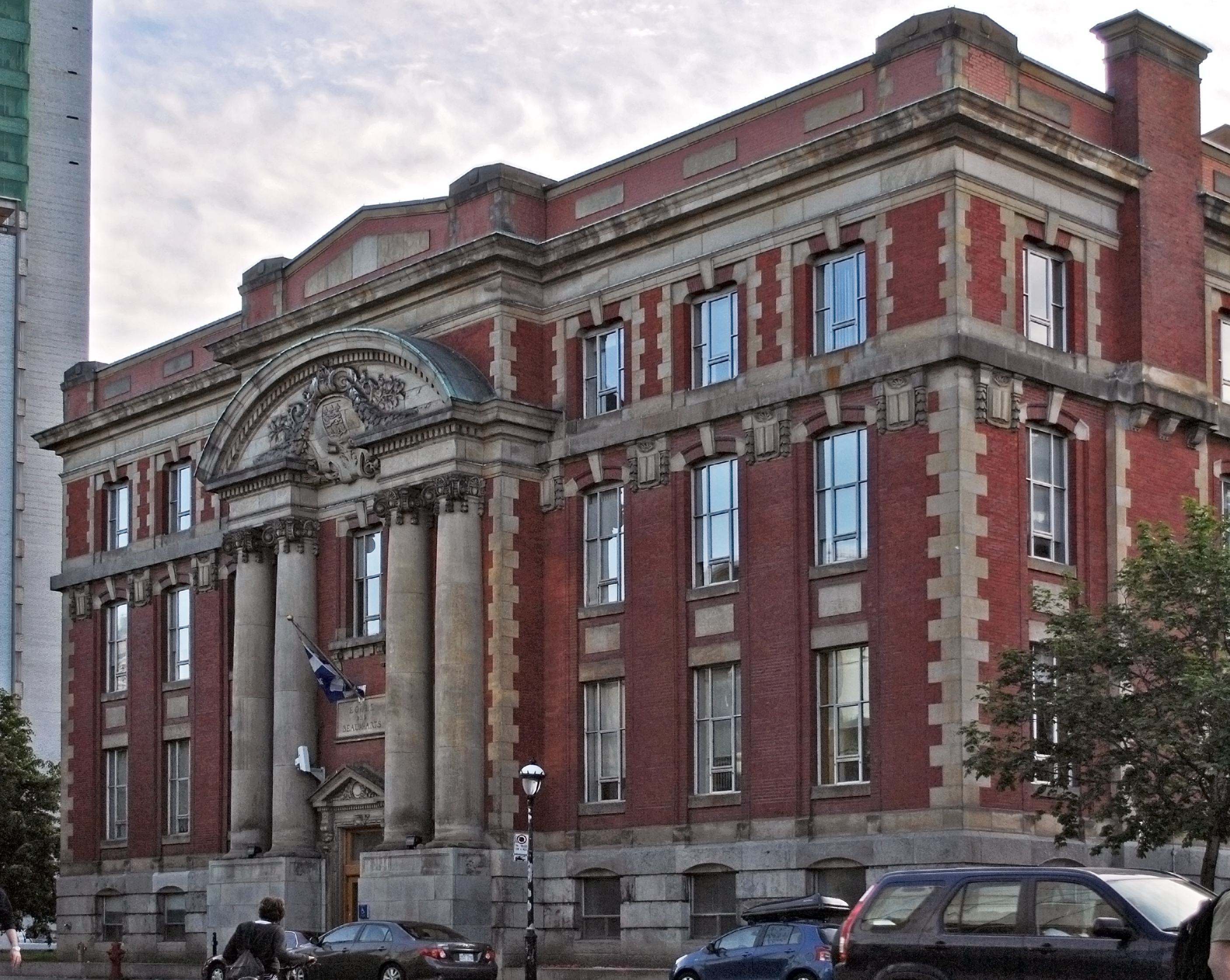
Bureaux de l'Office québécois de la langue française, à Montréal.

L'Office québécois de la langue française cherche à concilier ces deux pôles. Ses deux principales publications sont la Banque de dépannage linguistique (BDL) et le Grand dictionnaire terminologique (GDT), qui guident l'Administration et le grand public quant à la norme à adopter au Québec sur les questions lexicales, grammaticales, typographiques et phonétiques entre autres. L'OQLF joue aussi un rôle important en néologie.
Le français enseigné dans les écoles suit cette norme, parfois fuyante, qui cherche à la fois à l'aligner sur le français « international » et à l'intégrant lexicalement les réalités et les concepts propres à sa culture et à son monde de référence nord-américain. Les enseignants québécois parlent généralement avec un accent québécois standard, qui pareillement cherche à éliminer les traits phonétiques non standards, et ils prononcent des diphtongues légères et lexicaux associés à une langue trop populaire, sans pour autant s'aligner sur le français européen ou autre.
Contrairement à la langue orale, la langue écrite utilise les mêmes normes que le français commun des autres États francophones sur les plans syntaxique et grammatical. Il diffère cependant sur le plan lexical (quoique dans une moins grande mesure que la langue orale, voire dans une mesure presque marginale) et sur certains aspects de la typographie (par exemple l'emploi plus policé et plus restrictif de la majuscule dans les appellations, et l'absence d'espace avant les points d'exclamation et d'interrogation). L'Office québécois de la langue française (OQLF) travaille de concert avec l’Académie française et les organismes gouvernementaux des autres pays de la Francophonie. L’Office promeut d'abord un usage français dans le respect des particularités québécoises. Les termes normalisés par l'Office sont obligatoires dans les documents officiels et scolaires.
L’OQLF recommande la féminisation des noms de fonction (comme « professeure », « auteure », « mairesse », etc.). La Belgique, la Suisse et finalement la France ont suivi le Québec dans cette voie après des années, mais l'usage n'est pas encore établi partout, l'Académie française s'étant montrée sans doute la plus conservatrice en cette matière.

### Variations sociolinguistiques
Le français québécois oral comporte divers registres, depuis le français qu'on pourrait qualifier d'« officiel », « normatif » ou « standard », jusqu'aux usages populaires (ex. : joual) et régionaux, souvent considérés comme très archaïques en regard de la norme française.
Le français « normatif » est en principe utilisé dans la parole publique et par les locuteurs instruits, mais dans tous les cas, il reste parfaitement distinct du français de France.

### Médias et arts de la parole

Logo de Radio-Canada.

Dès sa création (radio 1936, télévision 1952), Radio-Canada s'est donné pour mission d'établir une norme de français correct, axé sur le français de France mais teinté des spécificités canadiennes : c'est ce qu'on a appelé le français radio-canadien. Ce français a été conservé à un haut niveau et considéré comme un exemple jusqu'à la fin des années 1970 environ, où l'on s'est mis graduellement à se rapprocher de la langue québécoise de tous les jours. Le français entendu à Radio-Canada demeure toutefois, encore aujourd'hui, souvent plus proche d'une norme internationale que celui qu'on entend sur les autres chaînes.
Les animateurs des autres chaînes ont instinctivement adopté une norme similaire jusqu'à la fin des années 1970, après quoi un certain esprit anti-élitiste a amené les animateurs à parler exactement devant le micro comme dans la vie de tous les jours, en en faisant parfois explicitement une question de principe.
Les pièces de théâtre québécoises étaient écrites essentiellement en français de France (norme du français écrit au Québec) jusqu'en 1968. Cette année-là, la pièce Les Belles-sœurs de Michel Tremblay s’avéra être un tournant : en écrivant sa pièce en joual, Michel Tremblay ouvrait la porte aux autres auteurs dramatiques, qui ne se firent pas prier malgré la polémique engendrée sur le moment.
Dans les fictions télévisées, la langue des personnages a toujours été alignée sur la réalité (dans la mesure de l'habileté des auteurs et des acteurs).
En Europe, le français québécois est perçu comme parfois difficile à comprendre, d'où la présence de sous-titres dans certains films québécois présentés en Europe francophone. La présence de ces sous-titres est souvent mal perçue par les Québécois, qui ont du mal à croire que leur langue soit si différente de celle des francophones européens.

### Lexicographie
La lexicographie québécoise est animée par le souci de répertorier, voire d'enrichir le vocabulaire français propre au Québec.
La Société du parler français au Canada, sous la houlette d'Adjutor Rivard, lance au début du XXe siècle les premières études sur la langue française au Canada français.
Dans les années 1965-1980, une équipe de l'Université Laval, sous la direction de Gaston Dulong appuyé de Gaston Bergeron, entreprend dans tout le Québec des enquêtes linguistiques qui mèneront à la publication de l'Atlas linguistique de l'Est du Canada (1980). Cet ouvrage descriptif demeure à ce jour, avec plus de 650 000 notations de réponses et ses 10 volumes totalisant 5 000 pages, le plus imposant ouvrage voué à la description du français populaire parlé en Amérique.
Par ailleurs, l’équipe du Trésor de la langue française au Québec (TLFQ) de l’Université Laval a été constituée dans les années 1970 par les professeurs Marcel Juneau et Claude Poirier dans le but de créer une infrastructure scientifique en linguistique, d'établir un programme de recherche historique sur le français québécois, de contribuer à la création d'un milieu de recherche en lexicographie historique au Québec et de publier des études spécialisées sur l'histoire du français au Québec.
Le groupe de recherche Franqus (« Français québécois : usage standard ») de l’Université de Sherbrooke, en collaboration avec le TLFQ et l’Office québécois de la langue française (OQLF), met en ligne le dictionnaire Usito en 2009. Ce dictionnaire aménagiste est, dans sa version originale, le premier du genre de la langue française. Il est conçu, dans sa totalité, par des groupes de recherche de l’extérieur de la ville de Paris (France) et constitue le premier dictionnaire original, entièrement québécois. Usito veut répondre au besoin constaté du fait que « les dictionnaires usuels en usage au Québec ne sont pas adaptés au contexte québécois et nord-américain ».

### Législation

#### Niveau provincial
La Charte de la langue française, adoptée en 1977, est une des lois-phares du premier gouvernement Lévesque (1976-1981). Elle fait suite à deux principales lois linguistiques adoptées par des gouvernements précédents, soit la Loi sur la langue officielle (Loi 22) du gouvernement libéral de Bourassa en 1974, et la Loi pour promouvoir la langue française au Québec (Loi 63), du gouvernement unioniste de Jean-Jacques Bertrand en 1969. La Charte de la langue française est la plus ambitieuse des trois. Elle établit le français comme seule langue officielle du travail, de l'administration, du commerce et de l'affichage. Sans interdire l'anglais, elle en restreint l'usage. La Loi sur la protection du consommateur est une autre des lois qui font du français la langue d'usage au Québec.
L'Assemblée nationale a créé trois grandes institutions responsables de l'aménagement linguistique et du rayonnement du français au Québec : l'Office québécois de la langue française (OQLF), créé sous le nom d’Office de la langue française du Québec en 1961, la Commission de toponymie, créée par la Charte pour succéder à la Commission de géographie en 1977, et le Conseil supérieur de la langue française, également créé par la Charte en 1977 sous le nom de Conseil de la langue française.
D'autres ministères du gouvernement du Québec assurent le rayonnement du français en Amérique du Nord, dont le ministère de la Culture, des Communications et de la Condition féminine, le Secrétariat aux affaires intergouvernementales canadiennes et le ministère des Relations internationales et de la Francophonie, lesquels pourvoient à la promotion du français auprès des organismes québécois et étrangers, notamment grâce à des ententes de réciprocité.
Le français n'a été déclaré langue officielle que par deux provinces au Canada : le Québec, où elle est la seule langue officielle, et le Nouveau-Brunswick, où elle est langue officielle avec l'anglais. Plusieurs autres provinces ont une politique linguistique accordant une place plus ou moins importante au français selon le cas, mais sans lui conférer un statut officiel. Au niveau fédéral, cependant, le français est, avec l'anglais, une des deux langues officielles de l'Administration.

#### Niveau fédéral
La Constitution du Canada ne précise pas spécifiquement si la langue est une compétence fédérale ou provinciale. Ainsi, outre les lois provinciales citées ci-dessus, le gouvernement fédéral a lui aussi adopté des lois linguistiques, la principale étant la Loi sur les langues officielles de 1969, qui régit essentiellement la langue des institutions fédérales, met les deux langues sur le même pied et consacre le droit des fonctionnaires de travailler dans la langue de leur choix et des citoyens d'être servis (par les institutions fédérales) dans la langue de leur choix. La Loi sur les langues officielles a suscité dans les années 1970 une transformation majeure de la fonction publique caractérisée notamment par un essor de la traduction (principalement de l'anglais au français) et une augmentation du nombre de fonctionnaires francophones (les francophones étant plus souvent bilingues que les anglophones). Cette loi ne fait pas l'unanimité dans les deux communautés linguistiques, les anglophones jugeant qu'elle a suscité l'émergence d'un « French Power », et les francophones estimant que le bilinguisme ainsi instauré ne reste essentiellement qu'un bilinguisme de façade. La politique multiculturaliste prônée par le premier ministre Pierre Elliott Trudeau dans les années 1970 et 1980 – et encore bien vivante à ce jour – est perçue par les nationalistes québécois comme un moyen détourné de faire diminuer l'importance relative du français au pays.
La Charte canadienne des droits et libertés, qui fait partie de la Constitution canadienne, comporte plusieurs articles traitant de la langue (principalement les articles 16 à 23). On peut y lire entre autres que : « Le français et l’anglais sont les langues officielles du Canada ; ils ont un statut et des droits et privilèges égaux quant à leur usage dans les institutions du Parlement et du gouvernement du Canada. »
Les lois linguistiques du Québec ont souvent été contestées en vertu de la Charte canadienne des droits et libertés. La Cour suprême du Canada a en effet jugé à quelques reprises que la Charte de la langue française contrevenait aux droits constitutionnellement garantis à la minorité linguistique anglophone de la province, notamment en ce qui concerne l'affichage. La Charte de la langue française a dû être modifiée en conséquence (voir entre autres Loi 178).

## Caractéristiques lexicales
On trouvera dans le Wiktionnaire une nomenclature exhaustive compilant des mots et des expressions typiques du Québec. Voici cependant quelques considérations générales.

### Anglicismes
Les anglicismes constituent une des principales particularités du français québécois par rapport aux autres variantes du français. Leur forte présence est due à l'intime proximité de l'anglais depuis 1760, date de la Conquête.
Jusqu'à la Révolution tranquille, les commerces, et donc les employeurs, étaient principalement de langue anglaise, ce qui fait que lorsque les Canadiens français, vivant essentiellement à l'origine en milieu agricole, ont quitté les campagnes pour les villes lors de l'industrialisation, ils ont appris leur métier avec des mots anglais (sans être eux-mêmes bilingues), ce qui a contribué à la diffusion d'anglicismes (souvent les mots anglais déformés) dans leur vocabulaire technique ou pour nommer les réalités du travail (ex. : foreman pour contremaître). Dans le même ordre d'idées, les contrats de travail et conventions collectives étaient rédigés en anglais, et lorsqu'ils étaient traduits, ils l'étaient par des traducteurs improvisés qui calquaient les formes de l'anglais (ex. : bénéfices marginaux au lieu d’avantages sociaux pour traduire fringe benefits).
C'est ainsi que les anglicismes sont présents dans la langue parlée comme dans la langue écrite. Toutefois, les efforts de l'Office québécois de la langue française et une volonté collective en ont fait disparaître un grand nombre dans les années 1970, que ce soit dans les domaines techniques ou dans le vocabulaire administratif.
Les Québécois reprochent souvent aux Français leur utilisation fréquente d'anglicismes. Au Québec, des mots à consonance française (comme arrêt, magasinage, stationnement, fin de semaine, etc.) sont utilisés dans des circonstances où des Français, Belges et Suisses francophones ont adopté des mots anglais (stop, shopping, parking, week-end, etc.), mais l'inverse est également vrai. Il est vrai que la France aime emprunter des mots anglais, surtout dans les domaines du marketing, du commerce, de la finance et du monde des affaires. Les anglicismes québécois ne sont pas les mêmes, et sont surtout d'un autre ordre. D'une part, les mots empruntés tels quels sont plus proches de la langue de tous les jours (ex. : « donner un lift » pour « conduire quelqu'un quelque part en voiture », « raccompagner », « reconduire », « passer chercher », etc.). D'autre part, il ne s'agit pas uniquement d'emprunter le mot tel quel, mais souvent d'en faire une traduction littérale, avec pour résultat une expression qui dit les choses à la façon anglaise avec des mots français. Par exemple, un Québécois dira souvent « à l'année longue » (de l'anglais all year long) là où un francophone d'un autre pays dira « à longueur d'année » ou plus simplement « toute l'année ».
On distingue divers types d'anglicismes : intégraux, hybrides, sémantiques, syntaxiques, morphologiques et phraséologiques.
Les anglicismes intégraux sont le résultat d'un emprunt direct (ex. : wiper pour « essuie-glace »).
Les anglicismes hybrides consistent à ajouter au mot anglais un élément morphologique français (ex. : checker pour « vérifier » ou spotter pour « repérer »).
Les anglicismes sémantiques sont constitués par des mots qui sont français mais qui prennent le sens d'un mot anglais qui leur ressemble et qui a un sens différent  (ex. : définitivement au sens de « certainement » plutôt qu'au sens de « pour toujours » ou ça prend au sens de « il faut »).
Les anglicismes syntaxiques sont des agencements de mots français reproduisant une structure anglaise (ex. : siéger sur un comité, calquant to sit on a committee au lieu de faire partie d'un comité ou siéger à/dans un comité)
(ex. : tomber en amour avec et non tomber amoureux de qui vient de l’anglais to fall in love with) ou encore "faire application", reprenant  job application pour poser sa candidature à un travail).
Les anglicismes morphologiques sont des traductions littérales d'une expression anglaise donnant naissance à une expression équivalente en français qui n'existerait pas sous cette forme autrement, parce que son sens est déjà couvert par un autre vocable. Par exemple, un Québécois peut dire qu'il fera « un [appel] longue distance » (traduction littérale de long distance [call]) plutôt qu'un « interurbain ».
Le cas de week-end est particulièrement intéressant. Jusqu'aux années 1980, les Québécois parlaient uniquement de fin de semaine pour désigner les deux jours de congé que sont le samedi et le dimanche. Parallèlement, le week-end étant une réalité britannique avant d'être française, les Français ont jugé préférable et légitime de faire un emprunt direct (autour des années 1920). Dans les années 1980, les Québécois, constatant que le mot week-end était dans les dictionnaires français et non le mot fin de semaine, se sont mis à répandre l'idée selon laquelle fin de semaine était un calque erroné, et qu'il fallait lui préférer l'emprunt francisé week-end. Depuis, le mot week-end est en concurrence avec fin de semaine au Québec. L'OQLF recommande fin de semaine.
Les anglicismes phraséologiques sont des expressions calquées directement de l'anglais, comme « au meilleur de ma connaissance » (to the best of my knowledge) plutôt que « pour autant que je me souvienne » ou simplement « à ma connaissance ».
Comme il a été mentionné sous la rubrique Norme, la dénonciation des anglicismes ne se fait pas sans débat. La question est de savoir si un terme français issu de l'anglais mais utilisé depuis longtemps peut accéder à un statut légitime en vertu du principe universel de l'évolution des langues – l'emprunt constituant un mode d'enrichissement de la langue – ou si la multiplicité des anglicismes « pollue » et dénature la langue française au Québec. L'OQLF tente d'arbitrer ces litiges en combinant une optique pragmatique et le souci de préserver une communauté d'usage avec le reste de la francophonie et d'éviter les emprunts et calques inutiles.
Il faut dire aussi que le fait que l'anglais lui-même comporte d'innombrables mots issus du français (en raison de la conquête normande de 1066 ayant instauré le français comme langue administrative et juridique en Angleterre pendant environ trois siècles), il n'est pas toujours facile de déterminer si un anglicisme potentiel utilisé au Québec a effectivement été emprunté de l'anglais ou ne constitue pas plutôt un archaïsme préservé depuis l'époque de la Nouvelle-France ou importé des régions dont provenaient les colons français.

### Archaïsmes
Plusieurs mots et expressions d'usage courant aux XVIIe et XVIIIe siècles en France sont devenus désuets en France tout en restant courants dans la langue orale au Québec : 
- À cause que (parce que)
- Barrer une porte (verrouiller une porte, terme encore utilisé dans le Poitou et dans une partie de la Normandie et du Nord de la France[22])
- Présentement (en ce moment)
- Noirceur (obscurité)

L'idée d'archaïsmes dans le français québécois reste toutefois problématique puisque ces archaïsmes ne se définissent qu'en comparaison à la norme française. Ces mots et expressions dits « archaïques » ne le sont pas à proprement parler pour les locuteurs du français québécois. De plus, des archaïsmes sont encore utilisés dans certaines régions françaises (par exemple, « Barrer une porte » peut être entendu en Normandie).

### Un vocabulaire de marins
Étant donné que les ancêtres des Québécois étaient souvent des marins – ou provenaient de milieux peuplés de marins comme la Normandie, la Bretagne ou l'Ouest de la France – beaucoup de leurs expressions sont des termes marins transposés à la vie de tous les jours. Certains de ces usages trouvent leur source dans les parlers régionaux de l'ouest de la France, d'autres sont originaux.
On peut citer : 
- Embarquer dans la voiture ou dans l'autobus ; débarquer de la voiture ou de l'autobus (respectivement pour « monter » et « descendre » ; en français standard ne se dit que pour les navires ou les aéronefs).
- Prendre une débarque (tomber brutalement).
- Manquer le bateau (rater une occasion).
- Bordée de neige (chute de neige ; une bordée était à l'origine une rangée de canons situés du même bord d'un navire, puis une décharge de canons ainsi disposés)
- Couler un examen (échouer à un examen).
- Virer de bord (faire demi-tour, s'en retourner, y compris en voiture ou à pied)
- Dévirer (désuet)
- Se gréyer, être mal/bien gréyé (s'équiper, être mal/bien équipé ; variante du verbe gréer)
- Gréyer les enfants avant de partir (les habiller, les préparer) (désuet)
- Prélart (linoléum ; le prélart était à l'origine une toile épaisse servant à protéger les marchandises d'un navire et qu'on utilisait parfois pour recouvrir le sol).
- Balise (indication des limites à ne pas franchir et des règles à respecter, dans la langue administrative)
- Poêle à deux ponts (poêle à bois comportant un deuxième compartiment fermé servant de four, par analogie avec les ponts d'un navire) (désuet)
- Vadrouille (balai à franges pour nettoyer le sol)

Ajoutons à cela l'injonction Envoye! (ou, au pluriel, Envoyez!) (prononcés respectivement « enwèye » et « enwèyez »), pour inciter les gens à se dépêcher, et qui vient du vocabulaire marin dans des échanges comme «– Paré à virer ? – Paré. – Envoyez ! »
Selon certaines sources, le mot tuque, qui désigne le bonnet de laine, serait nommé d'après l'appellation identique donnée à une tente ou un abri qu'on élevait à l'arrière d'un vaisseau.
Dans la même veine, la direction du courant du Saint-Laurent sert de référence globale en orientation à l'intérieur des limites de son bassin hydrographique. Ainsi, comme le fleuve coule d'ouest en est, il est d'usage de dire qu'une personne « descend » vers une ville lorsque celle-ci se trouve plus à l'est, donc en aval, du lieu où se trouve la personne (ex. : « Je vais descendre à Québec » pour une personne qui part de Montréal ou « Je vais monter à Québec » pour une personne qui part de Sept-Îles).
Hors de la vallée du Saint-Laurent, l'expression choisie dépendra du point de rencontre entre le Saint-Laurent et l'affluent qu'il faut d'abord emprunter. Par exemple, une personne se trouvant à Saguenay « montera » à Québec puisque, autrefois, elle devait descendre la rivière Saguenay jusqu'au fleuve et de là, monter le fleuve jusqu'à Québec. Une personne se trouvant à Rouyn-Noranda « descendra » pour sa part à Québec, car elle devait suivre la rivière des Outaouais jusqu'au lac des Deux-Montagnes et de là, descendre le fleuve jusqu'à Québec.
Il faut dire que ces façons de parler se perdent, ou subsistent mais dans une certaine confusion. Ainsi, certaines personnes utilisent « monter » dans le sens de « aller » et « descendre » dans le sens de « revenir », peu importe la direction. On dira aussi « monter dans le Nord », à partir de Montréal, pour aller dans les Laurentides ou « descendre dans le Sud » pour parler d'aller dans les Antilles, au Mexique ou en Floride (destinations populaires de vacances hivernales), simplement d'après l'orientation sur la carte géographique.

### Parlers régionaux de France
Comme les ancêtres des Québécois venaient principalement de l'Ouest de la France (Poitou, Saintonge, Aunis), de l’Ile de France et de la Normandie, le parler populaire québécois comporte beaucoup d'usages disparus ou encore actuels originaires de ces régions. On peut citer entre autres : 
| Mot                                                                                                | Sens                                                                                   | Origine                                    |
| -------------------------------------------------------------------------------------------------- | -------------------------------------------------------------------------------------- | ------------------------------------------ |
| astheure (à cette heure, multiples orthographes)                                                   | Maintenant                                                                             | Normandie, Bretagne, Poitou, Anjou, Vendée |
| barrer/débarrer une porte                                                                          | Verrouiller, fermer à clé / Déverrouiller, ouvrir                                      | Normandie, Poitou, Vendée                  |
| itou                                                                                               | Aussi                                                                                  | Normandie, Poitou, Bretagne, Picardie      |
| marier quelqu'un                                                                                   | Épouser                                                                                | Normandie, Vendée                          |
| prendre son souffle                                                                                | Retenir sa respiration, Inspirer dans le but de garder sa respiration un certain temps | Normandie, Vendée                          |
| de même                                                                                            | Ainsi, comme ça : « Elle était grosse de même. »                                       | Poitou, Vendée                             |
| souventes fois                                                                                     | Souvent                                                                                | Poitou                                     |
| chaud                                                                                              | Ivre                                                                                   | Anjou                                      |
| avoir du trouble                                                                                   | Avoir des problèmes                                                                    | Normandie                                  |
| Utilisation du partitif (« payer de l'impôt », « acheter de l'assurance », « avoir de la visite ») |                                                                                        | Normandie, Vendée (avoir de la visite)     |

### Sacres
Le français québécois se distingue aussi par les « sacres », jurons tirés du vocabulaire ecclésiastique. On attribue généralement cette particularité au fait que le peuple québécois a très longtemps vécu sous l'emprise très serrée de l'Église catholique, et ce, depuis la colonie (XVIIe siècle) mais en particulier dans la première moitié du XXe siècle, jusqu'à la Révolution tranquille (1960-1970). Le blasphème serait une réaction à cette mainmise qui s'exerçait aussi bien sur l'État que sur la vie privée. Le fait que le clergé ait encouragé la population à se  soumettre aux conquérants en 1760 et 1837 n'a fait qu'amplifier cette forme de protestation.
Les sacres les plus courants sont « crisse » (déformation de christ), « câlisse »  (déformation de calice), « ostie » (déformation de hostie), « sacrament » (déformation de sacrement) et « tabarnak » (déformation de tabernacle), mais on en compte une quinzaine, outre des dizaines de variantes.
Les sacres sont encore couramment utilisés, mais bien que la société québécoise se soit sécularisée, ils constituent encore des « gros mots » qu'on évitera dans un discours standard. En revanche, il en existe depuis toujours des dizaines de variantes atténuées qui, elles, peuvent être utilisées sans problème. Par exemple, crisse, câlisse, hostie et tabarnak peuvent devenir respectivement christophe, câline, ostination et tabarnouche ou tabarouette, formes tout à fait inoffensives, qui peuvent même dans certains cas être perçues comme faiblardes.
Le sacre peut servir à exprimer aussi bien la colère que la surprise, le plaisir ou la joie. Il existe à la base sous forme exclamative (« Tabarnak! T'es encore là? »), mais il peut aussi entre autres prendre une forme verbalisée (« câlisser quelqu'un dehors »), adverbialisée (« je me suis fait crissement mal ») ou substantivée (« le petit crisse m'a encore mordu »). Les sacres sont aussi souvent agglutinés (« ostie de tabarnak », etc.) pour plus d'intensité.

### Autres caractéristiques lexicales

#### Le motpisau sens de «et»
Dans la langue parlée, le « pis » (dérivé de « puis ») remplace généralement le « et » ou « et puis ».
- J'm'en vas à Montréal avec Martin pis Julie.
- On est allé faire un tour pis boire un verre.
- Pis, ça s'est-tu bin passé à’ job?
- Pis, comment ça se passe entre toi pis elle?
- […] passe quand tu veux, pis on regardera ça. Pis amène de la vraie argent, là, OK?  — (Patrick Roy, L'homme qui a vu l'ours, 2015).

Pis après?  (souvent prononcé « pi apra? ») est très courant dans le sens de « et alors? », autant au sens temporel que pour exprimer l'indifférence.
- T'es entrée, pis après, y s'est passé quoi?
- O.K., t'as perdu ta job, pis après, qu'est-ce tu veux que ça me fasse?

#### Démonstratifs
Dans la langue parlée, les démonstratifs ce, cette et ces sont presque systématiquement suivis de -là après le nom désigné. De plus, ce et cet sont souvent prononcés « c'te » [stə], et ces est souvent prononcé « cé » [se], en ajoutant la liaison du s devant une voyelle.
- As-tu vu c'te fille-là?
- C'est c'te char-là qui est le mien. (ou) C'est c'char-là...
- Ces enfants-là, y sont toujours énervés.
- Me semble qu'on est déjà passés dans c'te rue-là.

L'utilisation du « là » ponctue très souvent la fin de phrase ou s'ajoute après un mot dans la langue parlée, voire les deux à la fois. De plus, le « là » peut parfois être doublé dans le langage populaire.
- « J'l'adore cette place-là, moé. »
- « Moé, à ta place, je l'aurais pas acheté, c'te char-là. »
- « Est bin cute c'te fille-là! »
- « C'est quoi c't'affaire-là? »
- « Heille! Là là! Arrête là! »
- « […] passe quand tu veux, pis on regardera ça. Pis amène de la vraie argent, là, OK? » — (Patrick Roy, L'homme qui a vu l'ours, 2015).

#### Réponse à une interrogation négative
Le « si » hexagonal réfutant une question formulée à la négative est inexistant au Québec.
- « T'as pas faim? – Mais oui, j'ai faim! » au lieu de « T'as pas faim? – Mais si, j'ai faim! »

À noter que parmi les autres langues, l'allemand utilise aussi un adverbe spécial pour répondre par l'affirmative à une question posée à la forme négative, soit « doch ». À l'inverse, l'anglais, comme le français québécois, n'a pas d'adverbe particulier pour cette fonction.

#### Pantoute
Le mot pantoute est une lexicalisation de l'expression pas en tout = pas du tout qui fonctionne comme renforçateur de négation:
- Pis mettons qu'i s'aident pas pantoute!
- Mieux vaut un mauvais résultat que pas de résultat pantoute.
- Il (ne) pleut pas pantoute. Rien pantoute. J'exagère pas pantoute! C'est pas grave pantoute![25]

#### De quoi
L'expression de-quoi est un mot signifiant quelque chose:
- Faut que je fasse de quoi. [CFPQ sous-corpus 15, segment 3, page 48, ligne 21]
- I se passe de quoi dans leur tête. [CFPQ sous-corpus 19, segment 2, page 18, ligne 12]
- Ça te dit-tu de quoi l'image? [CFPQ sous-corpus 16, segment 11, page 107, ligne 2]
- Y a de quoi qui a changé. [CFPQ sous-corpus 25, segment 3, page 42, ligne 1]
- C'est pas vrai que je vas me mettre de quoi en bas de trente piasse dans face. [CFPQ sous-corpus 25, segment 1, page 15, ligne 4][26]

#### Lexicalisation de /d/ au début de certains mots
Certains mots ont lexicalisé une consonne /d/ en initiale:
- d'là : Ôte-toi de d'là. Sors de d'là. Ôte ta main de d'là.
- d'ça: À part de d'ça j'me sens ben. D'aut' chose à part de d'ça? Arrête de parler de d'ça!
- d'besoin: J'en ai pas d'besoin.
- d'autres:  J'te parle de d'autre chose.

## Caractéristiques structurelles
Les caractéristiques morphologiques et structurelles décrites ci-dessous correspondent aux descriptions qui en ont été faites pour l'essentiel vers la fin du 20e siècle.

### Phonologie et phonétique
- Sources[27] : Dumas (1987), Ostiguy & Toussignant (1993), Labelle (2004).

#### Historique
Dans son ouvrage D'où vient l'accent des Québécois? Et celui des Parisiens?, Jean-Denis Gendron explique qu'il y avait en France, aux XVIIe et XVIIIe siècles, deux modèles de prononciation en concurrence : le « bel usage », langue de la conversation de tous les jours, langue du peuple et aussi langue de la Cour (contrairement à ce qu'on pourrait croire, la langue de la Cour était très semblable à celle du peuple), et le « grand usage », langue de déclamation utilisée au théâtre, au parlement, en chaire et dans les tribunaux pour les plaidoiries. Tous les voyageurs français venus en Nouvelle-France pendant le Régime français jugent que la langue qui y est parlée est exactement la même que celle de Paris.
C'est au cours du XVIIIe siècle que le « grand usage » commencera graduellement à prendre le pas sur le « bel usage » en France, mais c'est pendant et après la Révolution française (1789) qu'il le détrônera. Or, depuis 1763, le Canada francophone est coupé de la France, celle-ci ayant cédé ce territoire aux Britanniques à l'issue de la guerre de Sept Ans. C'est ainsi que l'usage typique de l'Ancien Régime y perdure, et ce n'est qu'au milieu du XIXe siècle que les « Canadiens français » se rendent compte que leur accent a « vieilli » selon la norme parisienne. Dès lors se mettra en branle tout un mouvement visant à rectifier cet accent autant que possible.
Ce mouvement sera animé d'abord par le Séminaire de Québec et par le réseau des écoles normales. Il vise d'abord à inculquer à une élite francophone embryonnaire (sur un territoire devenu britannique) un accent aligné sur celui de Paris. Avec l'avènement de la radio (1922) et surtout de Radio-Canada (1936), cet accent pourra connaître une plus grande diffusion. Aujourd'hui, toujours selon Jean-Denis Gendron, l'accent québécois s'est modernisé depuis la Révolution tranquille. Il reste que s'il n'est plus le même que celui de l'époque de la colonie, il demeure très distinct de l'accent français actuel, souvent perçu comme snob par les Québécois.

#### Variations régionales
Sur le plan phonétique, les variations régionales sont beaucoup moins prononcées qu'en France, par exemple, mais on peut souvent reconnaître l'origine d'un Québécois par son accent. Par exemple : 
- Dans l'ouest du Québec, on entend plus de mots avec des voyelles longues (diphtonguées en syllabe fermée) qu’à Québec. Ainsi : 
  - « poteau » se prononce [pɔto] dans l'est, mais [poːto] dans l'ouest ;
  - « arrête » se prononce [aʁɛt] dans l'est, mais [aʁaɪ̯t] ~ [aʁæɪ̯t] dans l'ouest ;
  - « baleine » sera prononcé [balɛn] dans l'est, mais [balẽĩ̯n] ou [balaɪ̯n] dans l'ouest ;
  - « lacet » sera [lasɛ] à Québec et [lɑsɛ] ~ [lɒsɛ] à Montréal.
- Dans la région de Trois-Rivières, la diphtongaison des voyelles longues ou interprétées comme longues par le locuteur est encore plus répandue qu'à Montréal ou à Québec, comme dans [vinaɪ̯ɡ] pour « vinaigre ».
- Dans la région du Saguenay–Lac-Saint-Jean, [ɛ] peut être prononcé [æ].[réf. souhaitée]

#### Voyelles
- Contrairement à l'usage parisien actuel, sont maintenues dans le système phonologique québécois :
  - La distinction entre le a antérieur [a] et le a postérieur [ɑː] ~ [ɑʊ̯] : « patte » et « pâte » ;
  - La distinction entre le è bref [ɛ] et le è long [ɛː] ~ [aɪ̯] : « mettre » et « maître » ;
  - La distinction entre /ø/ et /ə/ : « jeu » [ʒø] et « je » [ʒœ̈] ; par contre, le /ə/ de « je » par exemple, est élidé partout où le contexte phonétique le permet : j'parle, j'mange, chu « je suis » (phénomène de la chute du schwa).
- Les voyelles hautes /i, y, u/ sont relâchées en syllabe fermée et se réalisent [ɪ], [ʏ] et [ʊ]: /sis/ « six » [sɪs], /lyn/ « lune » [lʏn], /pul/ « poule » [pʊl] ;
- Les voyelles nasales /ɑ̃/, /ɛ̃/, /ɔ̃/ et /œ̃/ du français scolaire de référence sont traitées de façon suivante : 
  - /ɑ̃/ se réalise en [ã] ou en [æ̃] (basilecte) en syllabe ouverte, mais [ãː] ou [ãũ̯] (basilecte) en syllabe finale fermée ;
  - /ɛ̃/ et /ɔ̃/ se ferment et se diphtonguent en [ẽĩ̯] et [õũ̯] dans toutes les syllabes ;
  - La distinction entre le <in> et le <un> dans « brin » et « brun » est présente : [ẽĩ̯] et [œ̃ỹ̯] dans l'acrolecte, mais [ẽĩ̯] et [œ̃˞] dans le basilecte. La distinction a tendance à disparaître dans le basilecte au profit de [ẽĩ̯] dans le dialecte de Trois-Rivières.
- Les voyelles longues (marquées /ː/) sont diphtonguées en syllabe finale fermée : [pɑɔ̯t] « pâte », [faɪ̯t]  « fête », [ou̯tʁ̥] « autre », [sãẽ̯k] « cinq », [ɡɑʊ̯z] « gaz », [nøy̯tʁ] « neutre », [kaœ̯ʁ] « cœur », etc. L'application de la règle est bloquée sous l'effet de deux contraintes, l'une phonologique, l'autre sociolinguistique. La règle est contrainte :
  - phonologiquement, quand l'allongement n'est pas intrinsèque mais dû à l'action d'une consonne allongeante ou quand la voyelle allongée est [a][30]
  - sociolinguistiquement, lorsque le locuteur cherche à neutraliser son accent[31].
- En syllabe finale ouverte, la voyelle /a/ se réalise [ɑ] (acrolecte) ~ [ɔ] (basilecte) : /kanada/ « Canada » se réalise phonétiquement [kanadɑ] ~ [kanadɔ], /sa/ « ça » se réalise [sɑ] ~ [sɔ] ; et la voyelle /ɛ/ est prononcée [a] (joual) : /taʁlɛ/ « tarlais » se réalise [taʁla] ; dans certaines régions et chez les anciennes générations, l'imparfait //-ait// se réalise [a] (ou [æ] dans Charlevoix et au Saguenay–Lac-Saint-Jean).
- Dans le langage populaire, certains mots en -oi sont prononcés « -oé » ou « -oué » comme sous l'Ancien Régime.
  - « Regardez-moé passer, songeait-il sans doute, j'ai avec moé la plus jolie fille du village[32]. » (voir moé, toé)
- Également, la terminaison en -oir ou -oire est parfois prononcée « -ouère ».
  - « Ah s'que c'est bon bon/d'prendre un verre de bière/avec la cuisinière/dans un p'tit coin nouère. » (chanson traditionnelle La Cuisinière)

#### Consonnes
- Affrication des occlusives alvéolaires (/t/ et /d/) devant les voyelles antérieures fermées (/i/ et /y/) :
  - tu se prononce [t͡sy]
  - dîner se prononce [d͡zine]
- Par contre, les /t/ et les /d/ se prononcent comme en français standard lorsqu'ils sont suivis d'une autre voyelle que les deux précédentes
- Parfois, une jota [x] s'entend pour le son de la lettre <j> ou <g> doux dans certaines régions (Saguenay–Lac-Saint-Jean, Beauce, Mauricie, Lanaudière) :
  - Georges se prononcera [xorx] (comme Jorge en espagnol, mais sans é à la fin)
- Le R est traditionnellement roulé [r] dans l’ouest du Québec et grasseyé [ʀ] dans l’est (quoique de nos jours, le [ʁ] domine partout)

- Réduction des groupes de consonnes finales[33] :

| Cas                                   | Exemples                                                        |
| ------------------------------------- | --------------------------------------------------------------- |
| voyelle occlusive liquide             | possible > possib' vinaigre > vinaig' plâtre > plât'            |
| voyelle occlusive occlusive           | accepte > accep' affecte > affec' correct > correc'             |
| voyelle occlusive nasale              | énigme > énig' rythme > ryth'                                   |
| voyelle fricative liquide             | pauvre > pauv' livre > liv' pantoufle > pantouf' trèfle > trèf' |
| voyelle fricative occlusive           | nationaliste > nationalis' reste > res' casque > cas'           |
| voyelle fricative nasale              | nationalisme > nationalis' spasme > spas'                       |
| voyelle nasale nasale                 | indemne > indem' hymne > hym'                                   |
| voyelle liquide occlusive liquide     | arbre > arb' mordre > mord' couvercle > couverc'                |
| voyelle fricative occlusive liquide   | piastre > pias' ministre > minis' muscle > mus' ou musc'        |
| voyelle occlusive fricative occlusive | texte > tex' mixte > mix'                                       |
Ces particularités seront plus ou moins présentes selon le degré d'instruction du locuteur et le contexte d'élocution.
À noter que : 
1. La réduction est maintenue en cas de liaison :
  - d'autres amis > [dou̯t̬zaˈmi]
  - pauvres amis > [pou̯vzaˈmi]

2. La réduction peut donner lieu à une affrication :
  - un cadre immense > [œ̃˞ˈkɑːd͡ziˈmãːs]

3. La consonne tronquée est conservée dans la morphologie sous-jacente :
  - minis'  mais ministère
  - pauv'  mais pauvreté
  - indem'  mais indemnité

### Morphophonologie

#### Chute du /l/ initial des articles et pronoms
- Après une préposition, la consonne initiale des articles la et les peut tomber. Il y a alors allongement compensatoire de la voyelle (sans prononcer l'article, n'en sent pas moins son existence par l'allongement de la voyelle) et, souvent harmonie vocalique des deux voyelles[34]: (Voir Baronian pour une analyse lexicale [35]) 
  - Rentrer dans' maison (« rentrer dans la maison »): dan  'a maison > dan: maison
  - Aller à' gare (« aller à la gare »): a 'a gare > a:
  - Din' z-églises (« dans les églises »): dan 'éz églises > din:z églises
  - Su' é chaises (« sur les chaises »): su' 'é chaises > s'é chaises
- L'article est généralement conservé devant un mot commençant par une voyelle, mais pas il y a quelques exceptions[36] :
  - Dans l'avion, mais à' école (« à l'école »)
- Chute du /l/ dans les pronoms la et les. Il s'agit de la même règle que pour les articles.
  - J'a connais pas (« je la connais pas »)
  - J'es connais pas  (« je les connais pas »)

#### Le pronomena plusieurs variantes qui varient selon le contexte
- en [ã]:  I en veut. ('il en veut')
- nen [nã]:   A nen veut. ('elle en veut') - qui vient probablement de l'assimilation du 'l' final du pronom elle [al] avec la nasalité du pronom en [ã].= [alã] >  [anã]
- nn: I nn a beaucoup  ('il en a beaucoup') - qui semble une simplification du cas précédent, où la consonne de liaison remplace la voyelle nasale: [ilãna] >  [inãna] > [inna].

- Pour les pronoms sujets, cf. plus haut.

#### Finales en «t».
Les t muets à la fin de certains mots sont prononcés. Parfois, on prononce un t final alors qu'il n'y en a même pas dans le mot.
| Français standard | Prononciation en français québécois               |
| ----------------- | ------------------------------------------------- |
| Un lit            | Un lite                                           |
| Viens ici         | Viens icitte                                      |
| C'est fait        | C'est faite (on prononce le t même au masculin)   |
| Il est prêt       | Y'est prête (on prononce le t même au masculin)   |
| La nuit           | La nuite                                          |
| De la boue        | De la bouette                                     |
| C'est laid        | C'est laite (on prononce un t même au masculin)   |
| Il fait froid     | Y fait frette                                     |
| J'ai tout vu      | J'ai toute vu (on prononce le t même au masculin) |
| Un bout           | Un boute                                          |
| Pas du tout       | Pas pantoute                                      |

#### Résolution des hiatus
Outre les cas de liaison communs à toutes les variétés du français, notamment celles dérivées du français populaire de Paris historique, le français québécois connaît des règles de résolution des hiatus particulières par insertion de diverses consonnes éphelcystiques non étymologiques :
| Prononciation       | Français standard     | Registre  |
| ------------------- | --------------------- | --------- |
| On gu'y va          | On y va               | Populaire |
| On d’y va           | On y va               | Populaire |
| On gue-d’y va       | On y va               | Plaisant  |
| Ch’t’assez contente | J'suis assez contente | Familier  |
| T’es t’en forme     | T’es en forme         | Familier  |
| Donne-moi-z’en      | Donne-m’en            | Familier  |
| Ça l’a marché       | Ça a marché           | Familier  |
Sur les hiatus, voir aussi la section sur le verbe être.

### Morphologie

#### Vivacité des suffixes-eux,-age, -able
Certains suffixes se retrouvent plus fréquemment au Québec qu’en France.
Par exemple, le suffixe -eux, un nominalisateur qui apporte souvent un certain sens péjoratif :
- À partir d'un verbe :
  - téter → téteux
    - niaiser → niaiseux
    - obstiner → ostineux

  - À partir d'un nom : 
    - pot (haschich) → poteux
    - violon → violoneux

Cette caractéristique est issue du français parisien des XVIIe et XVIIIe siècles et se retrouve encore dans certaines régions de France
Il en va de même pour le suffixe -age (« action de… ») :
- niaiser → niaisage
- magasiner → magasinage

Aussi pour le suffixe -able:
- aller → allable : C'est-tu allable cette place là?
- dire → disable: C'est pas disable comme c'est beau!

#### Genre
- Les emprunts à l'anglais prennent souvent au Québec un genre différent de celui qu'ils ont en France. Au Québec, les emprunts sont féminins par défaut, tandis qu'en France ils seront normalement masculin. Par exemple, au Québec, on dit « une job » et « une business », alors que ces mots sont masculins en France. Le Wiktionnaire comporte un répertoire de ces cas.

- Les noms masculins commençant par une voyelle sont souvent traités comme féminins[39]. Ce phénomène s'explique probablement par une confusion causée par la proximité phonétique entre l'article féminin « une » (prononcé [ʏn] en français québécois) et l'article masculin « un » prononcé avec une liaison lorsque le mot suivant commence par une voyelle, donnant un résultat à peu près identique (comme l'article défini est « l' », la distinction entre le masculin et le féminin est également perdue en l'occurrence). On entendra donc « de la bonne argent »[40], « une grande escalier », « une autobus » (et de là, « prendre la bus »)[41], etc. Ces usages sont dénoncés comme des erreurs de langue.

#### Pronoms sujets

##### Première personne du singulier «je»
Comme dans presque toutes les régions de la francophonie, le « e » du « je » est souvent muet.
« Je suis » se prononce « chus » lorsque suivi d'un autre verbe même lorsque séparé, mais « chui » dans les autres cas. Voir Verbe être.
« Je vais » se prononce « j'vas » ou « m'as » lorsque suivi d'un autre verbe même lorsque séparé par un adverbe, mais « j'vais » dans les autres cas. . Voir Verbe aller.

##### Troisième personne du singulier «il»
Le pronom il est généralement prononcé [i].
Dans ce cas, il est généralement transcrit y plutôt que i, qui serait plus logique, peut-être parce que la forme simple du i (majuscule ou minuscule) est jugée difficile à identifier lorsqu'elle est isolée, peut-être aussi parce qu'on est plus habitué de voir un y qu'un i isolé (à cause du pronom y).
- Y va venir demain.
- « Le bon Dieu y est comme n'importe quel homme. Ça lui arrive de pas avoir de cœur. « Ferme ta gueule, répondait Edna. En se faisant homme, Jésus a hérité des défauts humains. Y a fait souffrir du monde lui aussi, comme nous autres. S'il avait été parfait, y serait resté au ciel. – (Denise Bombardier, Edna, Irma et Gloria, Albin Michel, 2007, p. 18.)

En cas régime, le pronom « lui » est également prononcé [i].
- « J'vas-tu i dire que tu veux la marier[?] » – (Rodolphe Girard, Marie Calumet, 1904, ch. XII.)

##### Troisième personne du singulier «elle»
Le pronom elle est généralement prononcé [a], ou [al] avant une voyelle. Voir à et a dans le Wiktionnaire.
- A va venir demain.
- Alle aime beaucoup son frère. (qu'on trouve écrit, avec une mauvaise analyse: 'A laime beaucoup son frère.)

Cette prononciation est celle du Paris des XVIIe et XVIIIe siècles. Elle subsiste dans la langue populaire parisienne, comme en témoigne la chanson « Rue Saint-Vincent » d'Aristide Bruant :
- Alle avait pas connu son père,
Alle avait p'us d'mère,
Et depuis 1900,
A d'meurait chez sa vieille aïeule
Où qua s'élevait comme ça, toute seule,
Rue Saint-Vincent.

Devant le verbe être, en raison du hiatus, le pronom s'efface presque complètement. Il en résulte un [ɛ] subtilement rallongé.
- C'est la mère qui veut ça. A l’aime dire quest le boss dans sa maison.  – (Denise Bombardier, Edna, Irma et Gloria, Albin Michel, 2007, p. 160.)
- – Elle est comment, ta maman? [...]
 – Je sais pas trop quoi te répondre.
 – Est-tu genre : intellectuelle? – (Thomas O. St-Pierre, Même ceux qui s'appellent Marcel, Leméac, 2014, page 115.)

L'analogie avec a / alle explique l'alternance entre ça et çal:
- Ça va.
- Çal a pas d'allure. (Écrit erronément: ça l'a pas d'allure)

##### Troisième personne du pluriel «ils» et «elles»
Comme le pronom il, le pronom ils est généralement prononcé [i] et noté « y »; il en va souvent de même du pronom elles.
- Y vont venir demain.
- Y étaient pas contentes, les filles.
- « Ah! le sexe! De nos jours, les gens parlent que de ça. Mais y savent pas de quoi y parlent. » – (Denise Bombardier, Edna, Irma et Gloria, Albin Michel, 2007, p. 38.)

Le pronom elles au pluriel, comme au singulier, s'efface souvent devant le verbe être. 
- « Ton frère fait de l'eczéma sur les jointures... sont rouges au boutte. » – (Jean-Christophe Réhel, La blague du siècle, Del Busso éditeur, 2023, page 212)

##### Première personne du pluriel «nous»
- Comme ailleurs dans la francophonie, à la première personne du pluriel, le pronom « nous » n’est utilisé comme sujet qu’à l’écrit ; c’est « on » qui est utilisé à l’oral.
  - Tu viendras nous voir plus tard ; pour l’instant, on est en train de souper.
  - Qu’est-ce qu’on fait à soir ?

##### Pronoms pluriels aux trois personnes
- Les pronoms pluriels, à l'oral, sont souvent suivis du mot autres.
  - Je parle juste de nous-autres, pas de vous-autres.
  - On y va avec vous-autres.
  - Qu'est-ce qu'y font là, eux-autres?
  - « Le bon Dieu y est comme n'importe quel homme. Ça lui arrive de pas avoir de cœur. — Ferme ta gueule, répondait Edna. En se faisant homme, Jésus a hérité des défauts humains. Y a fait souffrir du monde lui aussi, comme nous autres. S'il avait été parfait, y serait resté au ciel. » – (Denise Bombardier, Edna, Irma et Gloria, Albin Michel, 2007, p. 18.)

#### Morphologie de certains verbes

##### Être
Le verbe « être » présente de nombreuses contractions et une tendance générale d'agglutination des pronoms au verbe, tendance commune à toutes les variétés du français d'Amérique, sauf l'acadien traditionnel :
| Personne               | Français oral québécois                                                                                    | Français standard                                       | Attestations                                                      |
| ---------------------- | --- | ------------------------------------------------------- | ----------------------------------------------------------------- |
| Première du singulier  | (suivi d'une consonne) Chus content (suivi d'une voyelle) Ch't'assez content Ch't'en colère; J't'en colère | Je suis content Je suis assez content Je suis en colère | Pourtant, j't'encore convaincu qu'un eldorado se cache tout près. |
| Deuxième du singulier  | (suivi d'une consonne) T'es content (suivi d'une voyelle) T'es-t'un gars patient                           | Tu es content Tu es un gars patient                     |                                                                   |
| Troisième du singulier | Y'é content ’est contente C't'assez beau                                                                   | Il est content Elle est contente C'est assez beau       |                                                                   |
| Première du pluriel    | On est contents [õũ̯‿n‿ekõũ̯ˈtã] ou [õũ̯‿ekõũ̯ˈtã]                                                             | Nous sommes contents                                    |                                                                   |
| Deuxième du pluriel    | Vous êtes contents Z'êtes contents [z‿ɛt kõũ̯ˈtã]                                                           | Vous êtes contents                                      |                                                                   |
| Troisième du pluriel   | Y sont contents ’sont contents Y sont contentes ’sont contentes                                            | Ils sont contents Elles sont contentes                  |                                                                   |

- Dans ce tableau, l'apostrophe en début de mot (troisième personne du õũ̯‿õũ̯‿singulier au féminin et troisième personne du pluriel) indique un léger rallongement de la voyelle. Le québécois a en effet plus l'impression de faire une élision qu'une ellipse.
- Ce que l'orthographe rend comme es (2e personne) et est (3e personne) se prononce é [e] dans le langage familier, sauf dans la contraction de elle est, qui se prononce è [ɛ].
- On retrouve quelquefois encore dans le langage parlé « sontaient » pour « étaient »[44].
- Ces prononciations sont les prononciations populaires et familières. En langage soigné ou chez les sujets plus instruits, on entendra souvent « chuis », voire « je suis » au lieu de « chus », etc.  Certains considèrent la prononciation « chuis » comme de l'hypercorrection. Un hiatus suivant « Chuis » n'est jamais résolu avec le phonème [t]
- Pour les hiatus, voir la section Consonnes.

##### Aller
À la première personne du singulier, on dit je vas ou j'vas au lieu de je vais.
- — M'sieu le curé, j'men vas. — Rodolphe Girard, Marie Calumet, Montréal, 1904, ch. XVI.

Cette prononciation se trouve aussi dans certaines campagnes françaises, notamment en Bretagne.
- Nostre Mintié, s’écriait-elle, j’vas vous fricasser de bonnes coquilles de Saint-Jacques, pour votre souper…  — (Octave Mirbeau, Le Calvaire, 1886, IX)

Lorsque le verbe aller est utilisé avec un infinitif pour exprimer un futur, il est prononcé m'as (peut-être une contraction de moé, j'vas) :
- M’as t’tuer (Je vais te tuer)
- M'as t'attraper (Je vais t'attraper.

"Quand m'as être un bon gars,
Pas d'alcool, pas d'tabac,
M'as rester tranquille,
M'as payer mes bills,
M'en vas apprendre l'anglais,
M'as l'apprendre pour de vrai." — (Richard Desjardins, chanson Le bon gars, 1990)
Voir aussi Futur.

##### S'asseoir
Pour le verbe « s’asseoir », la conjugaison en « oi » est bien plus fréquente au Québec que « ie » ou « ey » (« je m’assois » au lieu de « je m’assieds », « assoyez-vous » au lieu de « asseyez-vous »). On entend aussi « s’assir », conjugué comme un verbe du deuxième groupe.

##### Haïr
Le verbe « haïr » est généralement conjugué en « j’haïs » /ʒai/ (le verbe a deux syllabes) plutôt que « je hais » /ʒəɛ/ (avec une seule syllabe). On entend aussi /ʒagi/ (pron. « j'haguis »), et ainsi de suite pour les autres personnes.

##### Savoir
- À la première personne, se prononce typiquement « j'ché » [ʃe] ou « ch'sé » [ʃse].
  - Y va-tu venir demain? – J'ché pas.

Cette prononciation est souvent transcrite « ché », mais le son [ʃ] est généralement redoublé, de telle sorte que la transcription « j'ché » serait souvent plus fidèle.
- À la deuxième personne, se prononce typiquement « t'sé » [tse].
  - T'sé ben qu'y viendra pas.
- La locution typique « t'sé veux dire » est un tic de langage apparu dans les années 1970 et signifiant à peu près « tu vois ce que je veux dire ». On s'en moque souvent pour dénoncer l'incapacité de s'exprimer de son locuteur.

Les prononciations standard « je sais » et « tu sais » s'entendent aussi, selon le degré d'instruction du locuteur et le contexte d'élocution.

##### Croire
- Les prononciations de l'ancien et du moyen français /krer/ et /krɛr/ sont encore vivantes dans certaines régions.

1. - J'cré ben qui s'est pas faite de découvertes d'importance depuis celle du ruisseau Miller [...]. — (Renée Laroche et Cécile Girard, Un jardin sur le toit, Association franco-yukonnaise, Whitehorse (Yukon), 1991, p. 95)

#### Morphologie des temps

##### Futur
Le futur simple en « -rai, -ras, -ra… » est absent de la langue parlée, étant remplacé par le futur proche, c’est-à-dire « aller + infinitif » :
- I va s'en aller demain.

Il y a toutefois deux exceptions.
1. À la voix négative, le futur simple est utilisé. Ainsi, on ne dira pas « Demain, il viendra » (on dira plutôt « Demain, il va venir »), mais on dira spontanément « Demain, il viendra pas. » (On peut aussi entendre « Demain, il va pas venir » ou « M'as pas manger ta soupe à ta place ». — voir le verbe « aller ».)
2. Le futur simple sert aussi pour exprimer un genre de défi ou de résignation : « All'a dit qu'a viendrait. – Ben a viendra, qu'est-ce que tu veux que j'y fasse! »

Voir aussi Aller.
Lorsqu'il s'agit d'indiquer une action dans le futur, la locution désuète « mais que » est utilisée, suivie du subjonctif :
- Mais que j'aille faire l'épicerie (quand j'irai faire les courses).
- Mais que tu partes de chez vous (quand tu partiras de chez toi).
- Appelle-moi mais que tu sois prêt à partir (appelle-moi quand tu seras prêt à partir).

##### Impératif
- « Donne-moé-lé » pour « Donne-le-moi ».
- « Fais-toi z’en pas » pour « (Ne) t’en fais pas ».

##### Parenté avec le picard
Les pronoms ainsi que certaines conjugaisons rappellent le français populaire et / ou le normand. En exemple, les verbes être et avoir :
- Être :
  - Français standard : Je suis, tu es, il est, elle est, nous sommes, vous êtes, ils sont.
  - Québécois oral : Chu, t'es, i'é, al'est ou 'est (prononcé [ɛ]), on est, vous êtes, i sont.
  - Normand : E(u)j su, t'es, i'est, al'est, in'est, vos êtes, i sont.
- Avoir :
  - Français standard : J'ai, tu as, il a, elle a, nous avons, vous avez, ils ont.
  - Québécois oral : J'ai, t'as, i'a, al'a, on a, vous avez, i'ont[46].
  - Normand : J'ai, t'as, i'a, al'a, in'a, vos avez, i'ont ou iz'ont.
- Outre ces parentés dans la conjugaison, le français québécois privilégie la liaison à la première personne du singulier en -t à la liaison en -s (prononcé -z-) du français classique, tout comme le picard. Ainsi, là où le québécois dira ch't un homme (ou chu-t un homme), le picard dira j'su-t un honme et le français classique dira je suis un homme prononcé j'suiz-un homme. Une certaine parenté est également discernable dans la prononciation qui tend à réaliser les phonèmes an et en en /ẽ/. Quand un Québécois dit grand, le son qui en ressort est proche de la manière dont un picardophone pourrait le prononcer, et une oreille parisienne peut entendre graind.

### Syntaxe
Dans les exemples de cette section, les exemples indiqués CFPQ proviennent du Corpus du français parlé au Québec.

#### Particule interrogative et exclamative «-tu»
La particule « -tu » [t͡sy] est utilisée quand on pose une question directe (dont la réponse ne peut être que oui ou non) à quelqu’un,. Le « -tu » tient alors le rôle d’un adverbe d’interrogation ou d’exclamation. Ce « -tu » est dérivé du « -ti », particule interrogative du langage populaire en France tirée du « (-)t » de la 3e personne verbale accolé au pronom « il » comme dans « Y en a-t-il d’autres? » ou « Faut-il être fou? », perdant graduellement le « l » comme dans « C’est-y pas possible? » et se mettant dans des phrases qui ne nécessitent pas de pronom indirect « il y a ». Par conséquent, cette particule « -tu » (considérée comme particule à part entière et non comme pronom personnel dans ce contexte) transforme en interrogation ou exclamation une phrase qui sans elle serait simplement une affirmation.
- « C'est loin, ça. » → « C’est-tu pas assez loin, ça? »
- « Est-ce que j'ai l'air fatigué? » → « J’ai-tu l’air fatigué? »
  - « Quand je suis arrivée au comptoir, la fille m'a souri pis m'a dit “Hi!” Franchement! J'ai-tu l'air d'une Anglaise? » – (Montréal, ville dépressionniste, Moult Éditions, Montréal, 2017, p. 228)
- « Y en a-t-il d'autres? » → « Y’en a-tu d’autres? »
- « Faut être imbécile pas à peu près! » → « Faut-tu pas être cave pis pas à peu près! »
- « C'est pas possible, ce qui arrive là! » → « C’est-tu pas possible, ce qui arrive là! »
- « Tu vas bien? » → « Tu vas-tu bien? »
- « Ça va? » → « Ça va-tu? »
- « Cela n'a pas d'allure! » → « Ç'a-tu pas d'allure! »
- « Wo-ho, j'y vas-tu ou ben si j'y vas pas? » – (chanson « Un beau grand slow » de Richard Desjardins)
- « Ce que je dis, ç'a-tu du bon sens ou ben si c'en n'a pas? » – (Le Devoir, 13 avril 2010)

En ce sens, le québécois parlé se rapproche parfois, de façon typologique, des langues qui comblent le paramètre interrogatif par l'insertion d'une particule :
- « On a gagné. » (indicatif) → « On a-tu gagné? » (interrogatif)
- « Mamie est morte. » (indicatif) → « Est-tu morte, mamie? » (interrogatif)

ou l'intonation croissante sur la dernière syllabe de la phrase affirmative, sans pour autant anticiper la réponse par l'ajout des adverbes « oui » ou « non » à la fin de la phrase :
- « C'est fini. » → « C'est-tu fini? » au lieu de « C'est fini, oui? »
- « Tu ne manges pas. » → « Tu manges pas? » au lieu de « Tu ne manges pas, non? »

L'usage de la particule -tu dans une phrase conjuguée avec le « vous » n'est généralement pas utilisé, mais on peut parfois rencontrer cet usage, habituellement condamné, dans les variétés régionales. Par exemple :
- « Vous y allez. » (indicatif) → « Vous y allez-tu? »
- « Vous voulez manger ? » → « Vous voulez-tu manger? »

Mais l'usage de la particule -tu dans des phrases où le « vous » n'est pas le pronom qui conjugue le verbe est souvent utilisé en français oral et son utilisation est généralement acceptée. Par exemple :
- « Est-ce que la poutine est à votre goût ? » → « La poutine est-tu à votre goût? »
- « Ça vous tente vraiment d'y aller. » → « Ça vous tente-tu vraiment d’y aller? »

Envers une personne que l'on ne connaît pas, on utilise plutôt la forme générale afin d'éviter de paraître familier. Exemples : 
- « Est-ce que vous y allez ? » ou « Y allez-vous ? »[52]

#### Redoublement par un pronom
Le sujet ou le complément sont très souvent repris par un pronom, dans une construction appelée de dislocation à gauche ou à droite. En ce qui concerne le sujet, on peut parler de langue topique-commentaire, mais l'emphase joue également dans la dislocation.

##### Détachement à gauche du sujet
Tout comme en français populaire en général, le thème du discours est normalement introduit par un détachement à gauche du sujet. Le mot détaché est par la suite repris par un pronom, jusqu'au prochain changement de thème, détaché à gauche:
- François, il aime la musique classique. Il... Il.... Mais Julie, elle préfère le rap. Elle...

Dans cet emploi, le sujet détaché introduit un thème de discours; et sa valeur emphatique est relativement faible.
De plus, les indéfinis tendent à être confinés à une position post-verbale. Plutôt qu'un sujet indéfini, on préférera une construction où l'indéfini est rejeté en position postverbale:
- Il y a un autobus qui arrive.
- Il y a une mouche dans la soupe.

Ces deux caractéristiques ont pour résultat qu'il y a relativement peu de groupes nominaux en position sujet dans la conversation. Cela a soulevé l'hypothèse que, dans François il aime... François est en position sujet et il est une marque d'accord, ce qui expliquerait pourquoi on trouve parfois des sujets détachés quantifiés ou indéfinis, ces derniers se prêtant en principe difficilement à une interprétation de topique : 
- Pis un prêtre catholique il peut pas se marier.

Mais, dans l'exemple ci-dessous l'indéfini introduit bien un nouveau sujet de discours:
- Un enfant qui parle pas bien ben généralement il ira pas parler devant un inconnu [CFPQ sous-corpus 16, segment 2, page 15, ligne 6]

En fait, les sujets nominaux ne sont pas exclus en français du Québec. Ils sont même préférés aux sujets disloqués lorsqu'ils n'introduisent pas un nouveau thème ou référent de discours, comme dans les exemples suivants. Les exceptions à cette règle sont extrêmement rares.
- —Qu'est-ce qui se passe avec Pierre? —Son père est pas venu. (Plutôt que Son père, i est pas venu.)
- —Qu’est-ce qui s’est passé? —Les banques refusent de lui faire crédit. (Plutôt que: Les banques, elles refusent de lui faire crédit.)
- (Tu fais ça) pis ta face va être dans tous les journaux demain matin. (Têtes à claque- Halloween)
- (Contexte: Les têtes-à-claque sonnent à la porte le jour de l'halloween et réclament des Pop-Tarts. La personne de la maison dit qu'elle n'en a pas) —Ben voyons donc, tout le monde a d’ ça, des Pop Tarts. (Têtes à claque – Halloween)( # Tout le monde, il a d’ ça, des Pop Tarts.) - ici, le thème du discours est la confiserie que les Têtes-à-claque réclament.
- Viens ici, Maman va te l'arranger.
- Je vas te prêter le livre que le prof a conseillé. (plutôt que: que le prof il a conseillé).
- M’sieur, ma mère (a) peut pas venir: mon frère est malade.
- il y a pas de soleil sur ces côtés-là parce que c'est toute la façade nord, fait que la côte va venir absorber tout ce vent-là pis  [CFPQ sous-corpus 14, segment 4, page 38, ligne 6]
- Toute sa vie est bâtie sur quelque chose qu'il pensait vrai [CFPQ, sous-corpus 14, segment 5, page 55, ligne 15]
- Toute la guitare est en métal [CFPQ, sous-corpus 13, segment 1, page 7, ligne 2]
- Elle serait obligée de sʼen débarrasser non mais euh: les gens sont trop addicts à ce genre de chose [CFPQ sous-corpus 28, segment 1, page 1, ligne 9]
- Chaque enfant a son développement là, mais un moment donné: euh : faut pas trop attendre [CFPQ sous-corpus 16, segment 2, page 15, ligne 2]
- Mais lui et Fanny étaient sur Bumble [sous-corpus 31, segment 1, page 13, ligne 19]

Il n'y a pas non plus dislocation à gauche dans les expressions figées:
- Qu'est-ce qui se passe? Le chat t'a-tu mangé 'a langue? (plutôt que: Le chat, il t'a-tu mangé la langue = qui perd son sens figuré.)
- Quand tout est prêt le reste vient  [CFPQ sous-corpus 14, segment 5, page 54, ligne 23]

Dans les exemples suivants, on voit bien cette alternance entre sujet disloqué à gauche et sujet en position sujet, parfois dans la même phrase:
- Cette espèce de routine-là que "dépêche-toi papa va être en retard là pour aller travailler", parce que mon chum lui il commence à cinq heures le matin [CFPQ, sous-corpus 16, segment 1, page 9, ligne 1]
- Mon grand-père il était plus là dans le temps; mon père aussi parlait anglais, toute la famille ma grand-mère c'était une Anglaise alors tous les Bonneau parlaient anglais mais moi je parlais pas anglais [CFPQ, sous-corpus 4, segment 7, page 86, ligne 10]
- Nous-autres on venait de se marier pis Jean avait pas encore de travail pour le moment [ CFPQ sous-corpus 11, segment 1, page 10, ligne 10]

##### Dislocation à gauche et à droite
- Les pronoms, comme les noms, font fréquemment l'objet d'un redoublement pour expliciter ou mettre de l'emphase ou véhiculer un message sous-entendu[55] : 
  - Moé, j'm'en vas. (Signifie à la fois le désir de quitter le lieu physique et de prendre congé de certaines ou toutes les personnes qui s'y trouve.)
  - Qu'est-ce que tu fais là, toé? (Question rhétorique mettant l'emphase que l'individu agi de manière insolite ou se trouve quelque part où il ne devrait pas être.)
  - Lui, y connaît son affaire. Lui, y connait ça (slogan célèbre d'une annonce de bière, sous-entend que les autres ne le connaissent pas.)
  - « Nous autres, on est peppés [...] » (Implique que les autres ne sont pas peppés, ce qui est d’ailleurs la phrase suivante dans la chanson.)
  - Quand est-ce que vous êtes arrivés, vous autres?
  - Eux autres, y viendront pas.
  - Lui, dans sa tête là, il est élu à quatre-vingts pour cent [sous-corpus 28, segment 6, page 82, ligne 10]
  - Lui, qu'est-ce qu'il a fait pour avoir tout ça? [sous-corpus 24, segment 6, page 80, ligne 14]
- Dans certains cas, notamment dans les questions formulées avec un adverbe de temps ou de lieu, le redoublement est presque systématique à la troisième personne :
  - Y est où, ton frère? ou Où-ce qu'i est, ton frère? ou Où-ce qu'il est, ton frère? ou Ton frère, y est où? mais non Où est ton frère? ni Ton frère est où?
  - Quand est-ce qu'alle arrive, ta sœur? ou Alle arrive quand, ta sœur? mais non Quand ta sœur arrive-t-elle?
- L'élément disloqué à gauche n'est pas toujours un sujet:
  - Lui, sa job, cʼest ça.
  - Renée, on lui a acheté un massage chez YR. [sous-corpus 22, segment 2, page 23, ligne 5]
  - ' fait que lui, sa machine, tu la regardes de même, elle a l'air à être bonne, mais sauf que elle fait plus la job là [sous-corpus 27, segment 10, page 156, ligne 17]
- Une phrase peut contenir plusieurs dislocations à gauche (et/ou à droite)
  - Mon frère, par exemple, lui, ben il ferait jamais ça.
  - mon frère, lui, il est revenu à Montréal aussi [sous-corpus 30, segment 8, page 109, ligne 14]
  - Moi, lʼambulancière, ben je lui envoie des petits emails de temps en temps [sous-corpus 22, segment 7, page 101, ligne 3]
  - Mais lui, quelque part, c'était son revenu de retraite, Papa, ses logements. [sous-corpus 24, segment 3, page 35, ligne 20]
  - Ma mère là, ses crêpes là, ben elle les roule en cigare.

Voir aussi la section Verbes

#### Quantifieurs 'prédicatifs'
Lorsque le sujet ou le complément est un pronom pluriel, ce pronom peut être repris en fin de phrase par un groupe nominal quantifié :
- Ils ont remis leurs travaux tout le monde. / Ils ont remis leurs travaux les trois.
- Je les ai vus toute la gang./  Je les ai vus les trois.
- La Cour leur a envoyé un subpoena tout le monde. / La Cour leur a envoyé un subpoena les trois.
- Les Albertains eux-autres ils sont quasiment millionnaires toute la gang [CFPQ sous-corpus 4, segment 3, page 35, ligne 5][26]

Cette construction ressemble à une dislocation à droite, mais elle n'a pas l'intonation typique de la dislocation à droite. De plus, le groupe de référence, qui provient du contexte discursif, est implicite dans la phrase. Le groupe quantifié à droite se limite à ajouter une précision: ils-tous; ils-les trois.
La même construction existe avec le quantifieur 'personne':
- Ils ont pas vu ce film-là personne. = personne d'entre eux.
- Je les ai pas invités à a la maison personne.
- Je leur ai pas parlé à personne.

Dans l'exemple suivant, personne n'occupe pas la position finale de la phrase, mais cela est attribuable à un déplacement de l'objet lourd à droite, puisque la phrase n'est pas possible si l'objet est court:
- Ils ont pas lu personne les livres que tu as achetés. / Mais pas: *Ils ont pas lu personne les livres.

#### Toutetrienen fin de phrase
Les quantificateurs tout et rien peuvent apparaître seuls en fin de phrase sans qu'il y ait dislocation. La construction avec rien correspondrait à 'ni rien' en français continental.
- Les pompiers s'installaient, toute. (Dans le sens de "ils procédaient à toute leur installation")
- (Contexte: piscine) Elle était chauffée toute. [CFPQ sous-corpus 11, segment 9, page 103, ligne 9][26] (= et toute cette sorte de chose)
- I' sonne pas, rien. (= il ne fait rien pour signaler sa présence)
- Je suis pas pratiquante, rien. (= je ne fais rien de ça)

On trouve aussi:
- On peut pas les placer dans un hospice, rien de ça. (= on peut rien faire de ça)

#### Prépositions
La préposition « à » est généralement utilisée dans des contextes possessifs, comme en français de France : « la voiture à Pierre » au lieu de « la voiture de Pierre ».
Dans de nombreux cas, les locuteurs québécois préfèrent utiliser la préposition « à » au lieu d’utiliser une expression non prépositionnelle avec « ce » : par exemple, à matin ou à soir au lieu de ce matin et ce soir. Notez aussi à cette heure, prononcé et parfois écrit à c’t’heure, asteure ou astheure pour maintenant, qu’on peut trouver dans les écrits de Queneau ou Montaigne (et dans les différents patois de l'ouest, ex. : cauchois asteu, angevin asteur, etc.).
Cet usage est absent du langage écrit.
La combinaison de la préposition sur se contracte lorsqu’elle est suivie d’un article défini : sur + le → su’l ; sur + la → su’a ou s’a (le a est allongé) ; sur + les → sés (le é est allongé). La préposition dans est aussi sujette à contraction :  dans + les → dins, dans + le → dans l’, dans + la → dans (la voyelle nasale est allongée), parfois dans + un → dun. Dès que se voit aussi contracté en Dèqu’ ou Mèqu’ : Ch’teul dis mèqu’j’arrive che-nous. Cf. section "Morphophonologie" ci-dessus.
Il est courant de dire chez nous, chez vous et chez eux au lieu de chez moi, chez toi ou chez lui/elle, même si la personne concernée vit seule.

#### Adjectifs employés adverbialement
En français, des adjectifs peuvent être employés adverbialement (chanter faux, rire jaune, voir grand). C'est aussi possible en français québécois, mais dans des contextes où on ne l'observe pas en France:
- On s’en allait tout croche.
- Si tu veux discuter agressif, moi je suis pas intéressé.
- On va pouvoir sortir de là facile.
- Ça marche pas électrique, ça.
- Ça vient naturel. Ça vient tout seul.

#### Utilisation quantifiante d'adjectifs
Plusieurs adjectifs peuvent être employés adverbialement avec une interprétation quantifiante dans une construction semblable à 'beaucoup de N' :
- Elle pas long de jupe.
- Ils construisent grand de maison.
- Y a large de trottoir.
- Il a pelleté épais de neige.

L'adjectif gros a un emploi adverbial quantifiant, où il signifie 'beaucoup':
- J'en ai gros, des amis. / En as-tu gros, des amis?
- Y  a pas eu gros de neige. / J'ai pas gros d'amis.
- J'aime ça gros.

Dans une phrase négative gros peut apparaître redoublé ou modifié par ben,, :
- Ça fera pas gros de changement.
- Ça fera pas ben gros de changement.
- Ça fera pas gros gros de changements.

Gros peut aussi apparaître en position post-nominale et, dans ce cas, il est obligatoirement modifié. En cela, il se distingue des adjectifs ci-dessus, et se rapproche du comportement de ben (cf. ci-dessous).
- J'ai pas d'amis ben gros. (mais pas *J'ai pas d'amis gros.)

#### L'adverbe de quantificationben(ettrop)
L'adverbe ben [bɛ̃] (<bien) a une distribution particulière en français québécois,,.
Il peut signifier bien: J'ai ben mangé.
Il peut signifier très: Y est ben intelligent. C'est ben gros.
Il peut signifier beaucoup. Dans ce cas, dans les phrases affirmatives, il se construit avec un groupe nominal partitif (du, de la, des), contrairement à beaucoup:
- J’ai mangé ben du gâteau.
- C’est une recette qui demande ben de la farine.
- Y a acheté ben des livres.

Ben peut être redoublé en benben:
- J'ai benben des amis. (Mais pas *J'ai benben d'amis.)

En construction négative, ben est obligatoirement redoublé en benben lorsqu'il signifie 'beaucoup':
- J'ai pas benben d'amis. (Mais pas *J'ai pas ben d'amis; non plus: *J'ai pas benben des amis.)
- Il y a pas benben d'affaires à vendre. (Et pas: *Il y a pas ben d'affaires à vendre)
- T’as-tu rencontré beaucoup d’amis hier? Non, pas benben. (cf.*Non, pas ben.)

Dans les phrases négatives suivantes, ben et benben ont des sens différents:
- J'ai pas ben dormi. = j'ai mal dormi. (pas bien)
- J'ai pas benben dormi. = j'ai peu dormi. (pas beaucoup)

Toujours en construction négative, benben peut apparaître en position post-nominale, à condition d'être redoublé:
- Il y a pas d'affaires à vendre benben. (= pas beaucoup)

En construction exclamative, ben se construit avec la particule exclamative don (<'donc'):
- Il est don ben intelligent!
- Il en a don ben mangé des gâteaux! T’en as don ben des crayons comme ça!

Trop a un comportement semblable à celui de ben:
- J'ai trop dormi. / J'ai pas trop trop dormi. (=pas beaucoup) / J'ai pas dormi trop trop. (=pas beaucoup)

#### Intensification à distance
Les adverbes assez et tellement peuvent modifier à distance un adjectif, avec le sens de très. Cela se passe surtout, mais pas uniquement, dans des constructions exclamatives :
- J'ai assez vu un bon film! =   très bon film (pas 'un film passable')
- J'ai tellement vu un bon film! =  tellement bon
- J'ai assez vu une belle fille au café! = très belle
- I' a tellement acheté une grande maison qu'i' parvient pas à l'entretenir. = tellement grande

La modification peut se faire à distance à l'intérieur d'un PP ou d'un complément du nom:
- J'ai assez parlé à une belle fille hier! = très belle
- J'ai assez mangé dans un bon restaurant! = très bon
- J'ai assez vu le film d'un bon réalisateur! = très bon

La modification peut porter sur un adverbe:
- J'ai tellement lancé la balle loin qu'on la retrouve plus. = tellement loin
- Je l'ai assez frappé loin, la balle! = très loin

#### Quantificateurs flottants
En français, les pronoms indéfinis tout et rien en fonction d'objet direct occupent la position adverbiale entre le verbe et le participe passé:
- J'ai tout vu. / Il a rien mangé.

La même construction existe en français québécois. Dans ce cas, tout est prononcé /tu/ ou /tUt/.
Comme en français, le mot rien peut quantifier à distance depuis cette position adverbiale:
- I' a rien voulu manger. / I' a rien voulu entendre.

Mais ses possibilités de quantifications sont plus étendues:
- J'ai rien eu le temps de penser.

Le mot tout peut aussi quantifier à distance. Dans ce cas, tout/tous est invariable et prononcé /tUt/. Il est souvent transcrit toute. Cette quantification à distance se retrouve lorsque, comme en français, toute en position adverbiale est associé à un constituant qui le précède, que ce soit un sujet ou un pronom objet direct:
- Les garçons, les filles ont toute mangé du gâteau. / Ils ont toute mangé du gâteau. = tous les enfants.
- On est toute allés manger au restaurant. = on tous
- J' 'es ai toute rencontrés. = tous les (où le pronom les renvoie par exemple à un groupe nominal comme "les participants")

Toute peut porter sur un sujet singulier, ce qui est considéré incorrect en français:
- La neige fondait toute. = toute la neige.
- Ça parle toute anglais dans ce coin-là. = toute ça = toute ces gens-là

Toute peut porter sur un élément qui le suit linéairement, :
- Il a toute vu les manifestants.
- Il a toute mangé le gâteau.
- Elle avait toute mélangé ça.
- J'étais oubligé de toute manger la tire.

Cette possibilité de quantifier sur le sujet ou sur l'objet rend possible la présence de deux toute dans une phrase.
- Les enfants ont toute toute mangé leur gâteau. (tous les enfants + tout leur gâteau)

Avec la conséquence qu'une phrase comme la suivante est ambigüe.
- Les grévistes ont toute pété les vitres. (tous les grévistes ou toutes les vitres?)

La quantification à distance faite par toute peut porter sur un élément dans une subordonnée:
- I faut toute que je lise les livres pour demain. (toute les livres)
- Je peux toute te donner les billets. (toute les billets)

Toute peut porter sur un adjectif. Dans ce cas, il se comporte comme assez, tellement (cf. ci-dessus). On le voit clairement lorsque toute occupe ici encore une position adverbiale, comme dans le premier exemple. Toute est aussi en position adverbiale dans le second exemple:
- Tu vas toute avoir les mains sales.
- J'ai toute les mains sales. (cf. J'ai souvent les mains sales) = toutes sales

#### Disparition du 'ne' de négation
En français québécois, comme dans toute la francophonie, le 'ne' de négation est pratiquement disparu du français oral,.

#### Concordance négative
Les mots négatifs comme personne, rien, aucun, nulle part se construisent en association avec le mot négatif pas lorsqu'ils sont en position postverbale, mais pas lorsqu'ils occupent la position sujet, :
- Personne est venu.
- J'ai pas vu personne.

Ce patron de formation des énoncés négatifs place le français québécois en bonne compagnie puisqu'il se retrouve dans un grand nombre de langues du monde, notamment des langues proches du français: l'espagnol, le portugais, l'italien et le catalan, :
- El árbitro no vio nada. (L'arbitre n'a rien vu.) (Espagnol)
- Nadie vio a Juan. (Personne n'a vu Jean.) (Espagnol)

#### Interrogatives directes et indirectes, relatives libres
Les questions totales (à réponse 'oui/non'), se construisent, dans les principales, en ajoutant -tu après le verbe (voir section plus haut) ou en plaçant /ɛsk/ (<est-ce que) en début de phrase. Les subordonnées se construisent avec si:
- I vient-tu? /  /ɛsk/ i vient? / Je te demande si i vient.

Pour les questions partielles, il y a plusieurs stratégies: en plus de la stratégie in situ (tu fais quoi?), on peut mentionner la stratégie avec antéposition sans inversion, la stratégie clivée /sek/ ('c'est que') ou la stratégie en /ɛsk/ (<est-ce que) et ce, tant en principale qu'en subordonnée. Aucune de ces stratégies ne requiert l'inversion du sujet (dans la mesure où /esk/ est une forme figée non analysée).
La stratégie antéposition sans inversion consiste à placer le mot interrogatif en début de phrase sans faire l'inversion du sujet:
- À qui tu parles?
- Comment ils appellent ça, déjà?
- Pourquoi je parlais de ça déjà.[CFPQ, sous-corpus 31, segment 5, page 75, ligne 7]
- Pourquoi tu dis ça? [CFPQ sous-corpus 30, segment 2, page 15, ligne 11]

Même chose en subordonnée, où la construction est celle du français standard:
- Je comprends pas pourquoi elle veut pas de moi [sous-corpus 31, segment 6, page 93, ligne 3]
- Je sais pas comment on fait [sous-corpus 31, segment 7, page 108, ligne 5]

La stratégie clivée consiste à insérer le mot interrogatif entre 'c'est' et 'que'; elle vaut tant en principale qu'en subordonnée:
- Cʼest quoi qui arrive? [CFPQ sous-corpus 29, segment 3, page 45, ligne 16]
- C'est quand qu'i part?
- C'est où qu'i se cache?
- C'est qui qui vient?
- Je me demande c'est quand qu'i part.
- Je veux savoir c'est où qu'i a caché la clé.
- Je sais pas c'est quoi ses critères [CFPQ sous-corpus 31, segment 1, page 14, ligne 16]

Si on élimine 'c'est', on obtient la construction avec 'complémenteur doublement rempli, tant en principale qu'en subordonnée:
- Qui qui vient?
- Pourquoi qu'il disait qu'il te croyait pas? [CFPQ, sous-corpus 25, segment 6, page 88, ligne 21]
- Cristie comment quʼelle a fait? [CFPQ sous-corpus 28, segment 7, page 85, ligne 9]
- Ils savent même pas de quoi qu'ils parlent [CFPQ, sous-corpus 30, segment 8, page 114, ligne 12]
- Ben le chien demande-toi pas pourquoi qu'il est parti/ [sous-corpus 12, segment 1, page 15, ligne 18]

L'ordre inverse est aussi possible, où le mot interrogatif est suivi de c'est que (/sek/) (combinaison de clivée + antéposition sans inversion):
- Quand c'est qu'i part?
- Où c'est qu'i va, lui?
- Qui c'est qui a voté 'oui'?
- Je veux savoir quand c'est qu' i part.
- Dis-moi où c'est qu'i va.Lorsque le mot interrogatif porte sur un objet direct inanimé on peut trouver la prononciation /kɔ/ (<quoi):
- Tu sais-tu pourquoi c'est qu'on prenait ça pour faire des côtés de tiroirs? [CFPQ sous-corpus 24, segment 8, page 102, ligne 4]

Le pronom interrogatif que a une variante phonologique /kɔ/ (<quoi)
- Que c'est qu' tu veux? = /kəse/
- /kɔ/ c'est qu' tu veux? = /kɔse/

La stratégie en /ɛsk/ consiste à ajouter la particule /ɛsk/ (<est-ce que) après le mot interrogatif:
- Quand /ɛsk/ i part? (avec liaison: /kantɛsk/)
- Je veux savoir quand  /ɛsk/  i part.
- Ben pourquoi est-ce que c'est qu'ils s'en vont d'abord? [CFPQ sous-corpus 4, segment 3, page 38, ligne 5]
- Il t'a-tu parlé un peu de comment est-ce qu'i voulait remettre ça? [CFPQ, sous-corpus 24, segment 2, page 25, ligne 22]

Les relatives libres se construisent de la même façon:
- J'ai fait toute qu'  /ɛsk/  i m'a dit de faire.

La particule  /ɛsk/ peut être réduite phonologiquement. Lorsqu'il y a rencontre de deux voyelles, le hiatus peut être évité en élidant le /ɛ/ :
- Où /sk/ i s'en va? ('Ousse qu'il s'en va?') / Je veux savoir où /sk/ i s'en va.
- D'où /sk/ i sort, lui?
- Je me demandais comment ce qu'il ferait pour sortir ça de là [CFPQ sous-corpus 24, segment 1, page 5, ligne 4]

Lorsqu'il y aurait création d'une séquence de trois consonnes, un /ə/ peut s'ajouter, ou le /k/ peut tomber:
- Quant‿ /ɛskə/ j'aurai mon cadeau?
- Quant‿ /ɛs/ tu vas venir nous voir?
- Pis qu' /ɛskə/ je trouve drôle là, ... (=ce que je trouve drôle)

Lorsque le phonème initial et le phonème final tombent, ne subsiste que le /s/:
- Pour qui /s/ tu vas voter?  (cette construction est ambigüe entre la forme en /ɛsk/ et une réduction de la forme clivée en /sek/)

(De manière générale, les variantes en /ɛsk/ et /sek/ ressemblent beaucoup à des variantes phonologiques.)
L'interrogatif objet direct peut avoir la forme /k/ ou la forme /kɔ/ (<quoi)
- /kɛs/ tu veux? = /k/ + /ɛs(k)/
- /kɔs/ tu veux? = /kɔ/ + /(ɛ)s(k)/
- dʼaprès moi, il savait pas quʼest-ce ça voulait dire [CFPQ, sous-corpus 23, segment 9, page 180, ligne 3]

#### Omission facultative de 'que'
Des études sociolinguistiques ont porté sur la possibilité d'omettre la conjonction ou le relatif 'que' dans certains contextes.
- 'faut (que) je parte.
- je pense (que) c'est ça.

L'omission de /k/ dans les interrogatives en /ɛsk/ (cf. ci-dessus) pourrait relever de ce phénomène.

#### Subordonnées conditionnelles à l'infinitif
Le Québécois peut remplacer une subordonnée conditionnelle par une construction à l’infinitif dont le sujet est défini,,: 
- «Avoir de l’argent, je te ferais des beaux cadeaux» pour «si j’avais de l’argent, je te ferais des beaux cadeaux».
- «Avoir su, je serais pas venu » (ou, plaisant, «Avoir su, j'aurais pas venu »).
- «Avoir pas su parler l'anglais, la maison partait en feu.»
- «Retourner en arrière, on trouverait ça vieux jeu.»
- Pas être capable de bouger, qui c'est qui se plaindrait pas?
- Être venu quelqu'un pour pousser la char, on se serait sorti de d'là ben plus vite.

Un sujet peut être présent dans l'infinitive:
- Jean sortir sa vieille Plymouth, là on aurait du fun.
- Les enfants s'en aller là-bas, tu parlerais pas de même.

#### Superlatives et compléments d'un antécédent universel
Le complément d'un superlatif permet, facultativement, la présence du morphème de négation 'pas', considéré comme explétif,,,.
- C'est le plus beau blé qu'il y a pas sur le marché.
- C'est la pire chose qu'il y a pas.

On peut aussi trouver un 'pas' explétif dans le complément d'un quantificateur universel:
- J'ai fait tout ce que je pouvais pas faire pour le retrouver.

##### Comparatives et quantification à distance
Dans les comparatives, l'adverbe plus peut ne pas être adjacent à l'adjectif modifié,. Il peut précéder immédiatement le groupe nominal:
- J'ai vu plus un bel homme que toi.
- Paul a rendu plus un gros travail que moi.

Il peut aussi occuper une position adverbiale entre l'auxiliaire et le participe passé. En cela, plus se comporte comme les adverbes d'intensification à distance aussi et tellement (cf. ci-dessus).
- Jean a plus été rapide que moi.

- J'ai plus vu un film amusant que toi.
- On a plus écrit un bon travail que lui.

Cette quantification à distance est aussi possible lorsque le comparateur porte sur un adverbe:
- Jean a moins dû travailler longtemps que Caroline.

#### Relatives
Les relatives sont formées en 'qui' pour la fonction sujet et en 'que' pour les autres fonctions. Cela donne lieu à des phrases avec préposition dites orphelines,:
- La fille que je sors avec.

Dans certains cas, la préposition est tout simplement absente:
- Le gars que je te parle.

## Tutoiement
Le tutoiement est plus fréquent au Québec qu'en France. Il pourrait s'agir d'une influence de l'anglais, où la distinction entre le tutoiement et le vouvoiement a disparu depuis longtemps, seul le pronom « you » étant en usage aujourd'hui à la deuxième personne. On pourrait aussi, dans le même ordre d'idées, considérer cet usage comme une manifestation de la mentalité nord-américaine générale, beaucoup moins axée que la mentalité européenne sur les hiérarchies sociales. Ainsi, le « tu » québécois exprime la proximité et l'absence de classes sociales plus qu'un défi à l'autorité.
Même sans influence externe, on pourrait aussi poser comme hypothèse que le tutoiement est une forme d'interpellation, qui convient à une société très peu hiérarchisée, comme a toujours été la société canadienne française, déjà en raison du contexte et des contraintes pragmatiques de la colonisation mais encore plus après le départ des élites après la Conquête de 1759-1760.
Il est à noter, toutefois, que si le « tu » est plus utilisé au Québec qu'en France, le « vous » demeure la forme première de communication entre deux adultes inconnus. (Il n'en va pas de même, par exemple, en Acadie, où le « vous » a quasiment disparu.) 

### Historique
Jusque dans les années 1950, il était d'usage que les enfants vouvoient les parents.

### Contextes sociaux
Dans la plupart des milieux de travail, un employé est rapidement invité à tutoyer ses collègues si la chose ne se fait pas spontanément. La plupart du temps, le tutoiement est également courant dans les rapports patron-employé, sauf éventuellement entre le simple employé et un membre de la haute direction, surtout si la différence d'âge est appréciable.
Dans l’espace commercial, les clients sont généralement vouvoyés. Certains clients ont tendance à tutoyer des commis si la différence d'âge n'est pas appréciable.
Dans la publicité, le tutoiement est souvent signe qu'on s'adresse aux enfants ou aux adolescents.
Vers la fin des années 1970, les élèves des écoles primaires et secondaires ont été invités à tutoyer leurs professeurs et à les appeler par leur prénom, toujours dans un souci de « dé-hiérarchisation ». Cette tendance a été remise en question au début des années 2000, et l'usage est aujourd'hui variable.
En Outaouais, comme en Acadie, le tutoiement est beaucoup plus fréquent, même entre inconnus ou dans un contexte commercial[réf. souhaitée].
Toutefois, l'expression « s'il vous plaît » demeure légèrement plus courante que « s'il te plaît » même lorsque le tutoiement est utilisé.

## Distinctions et variations

### Différence entre le français québécois et français canadien
Il ne faut pas confondre français québécois et français canadien. En effet, à strictement parler, le français canadien constitue un ensemble qui comprend le français québécois et les français de diverses autres régions et origines. Ainsi, le français acadien et le français terre-neuvien ont des origines différentes du français québécois. Quant au français de l'Ontario et au français du Manitoba, ils ont les mêmes origines que le français québécois (la population francophone de ces provinces étant historiquement issue d'une colonisation en provenance du Québec), mais celui-ci s'est différencié avec le temps, notamment à la suite de la Révolution tranquille. Il en va de même du français des petites communautés francophones du New Hampshire et du Vermont, aux États-Unis, également issu du français québécois mais aujourd'hui moribond et fortement teinté de l'anglais.
Dans certaines régions limitrophes orientales du Québec (baie des Chaleurs, Basse-Côte-Nord, îles de la Madeleine), c'est le français acadien, plutôt que le français québécois, qui constitue le parler ancestral, quoique la jeune génération s'aligne de plus en plus sur le parler du reste du Québec,. Quant au français parlé au Madawaska, une région séparée entre le Nouveau-Brunswick et le Maine, il serait foncièrement québécois selon certains auteurs mais un mélange de français acadien et de français québécois selon d'autres.
Par ailleurs, 13,8 % des francophones du Canada ne vivent pas au Québec.

### Variations régionales
Le français québécois connaît des variétés régionales, dont le joual, parler populaire de Montréal, et le magoua, parler populaire de la région de Trois-Rivières (voir Variations régionales). Il existe des variations phonétiques et lexicales, voire syntaxiques, entre différentes régions du Québec, mais il reste que dans l'ensemble, le français québécois est plutôt homogène.
Cela dit, les Québécois distingueront généralement sans peine un accent montréalais, un accent québécois (de la ville de Québec), un accent du Saguenay–Lac-Saint-Jean (proche de l'accent de Charlevoix), un accent de la Mauricie et du Centre-du-Québec, un accent beauceron (caractérisé par le Père Gédéon), un accent du Havre-Saint-Pierre et un accent de la Gaspésie (proche de l'acadien), entre autres. Toutefois, les différences tendent à s'amenuiser avec le degré d'instruction du locuteur et à s'accentuer avec l'éloignement des centres urbains et l'âge des locuteurs.
- Joual
- Français montréalais
- Magoua
- Chaouin